# Oscar de melhor atriz
Oscar de Melhor Atriz (português brasileiro) ou Óscar de Melhor Actriz Principal (português europeu)  (em inglês:  formalmente Best Performance by an Actress in a Leading Role) é um dos prêmios oferecidos pela Academia de Artes e Ciências Cinematográficas (AMPAS), entregue em honra às atrizes que se destacam no papel principal de obras cinematográficas de determinado ano. A categoria está presente no Oscar desde a primeira cerimônia, ocasião em que Janet Gaynor venceu por sua interpretação em três distintos filmes: 7th Heaven, Sunrise: A Song of Two Humans e Street Angel. Atualmente, as indicadas são determinadas por voto único transferível de um grupo seleto de atores votantes; as vencedoras são escolhidas por maioria simples da votação da Academia.
Katharine Hepburn é a atriz que conquistou mais estatuetas, com quatro vitórias. Frances McDormand recebeu o prêmio três vezes. Treze atrizes venceram pelo menos duas vezes; em ordem cronológica: Luise Rainer, Bette Davis, Olivia de Havilland, Vivien Leigh, Ingrid Bergman, Elizabeth Taylor, Glenda Jackson, Jane Fonda, Sally Field, Jodie Foster, Hilary Swank, Meryl Streep e Emma Stone. Meryl Streep é a atriz com mais indicações na categoria, ao todo, 17 indicações. Quvenzhané Wallis detém o título de indicada mais jovem, com nove anos no papel em Beasts of the Southern Wild (2013); Marlee Matlin, por sua vez, detém o de vencedora mais jovem, quando venceu com vinte e um anos por Children of a Lesser God. Por outro lado, Emmanuelle Riva foi a indicada mais velha, pelo filme Amour (2012), aos oitenta e cinco anos; a vencedora mais velha foi a atriz Jessica Tandy, com oitenta anos de idade, por Driving Miss Daisy (1990).
Sophia Loren e Marion Cotillard são as únicas atrizes que venceram o prêmio por filmes de língua não-inglesa; esta por La môme (francês) e aquela por La ciociara (italiano). As brasileiras Fernanda Montenegro e Fernanda Torres são as únicas atrizes lusófonas indicadas, Montenegro por seu trabalho em Central do Brasil e Torres por seu trabalho em Ainda Estou Aqui. Ocorreu apenas um empate nessa categoria, quando Katharine Hepburn e Barbra Streisand receberam a estatueta na edição de 1969. Seis mulheres desta lista conquistaram um Oscar Honorário por atuação: Greta Garbo, Barbara Stanwyck, Mary Pickford, Deborah Kerr, Gena Rowlands e Sophia Loren.

## Vencedoras e indicadas

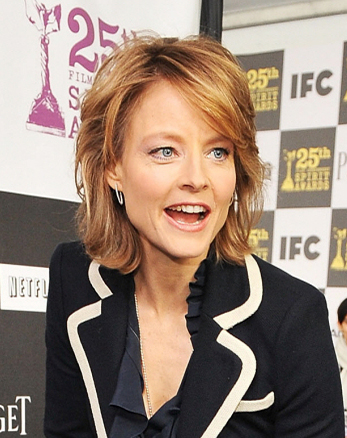
Jodie Foster conquistou duas estatuetas: The Accused (1988) e The Silence of the Lambs (1991).

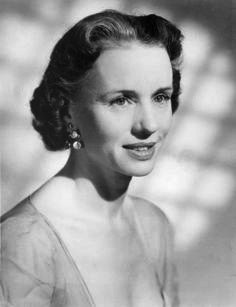
Jessica Tandy, aos 80 anos, tornou-se a atriz mais velha a vencer nesta categoria, por Driving Miss Daisy (1989).

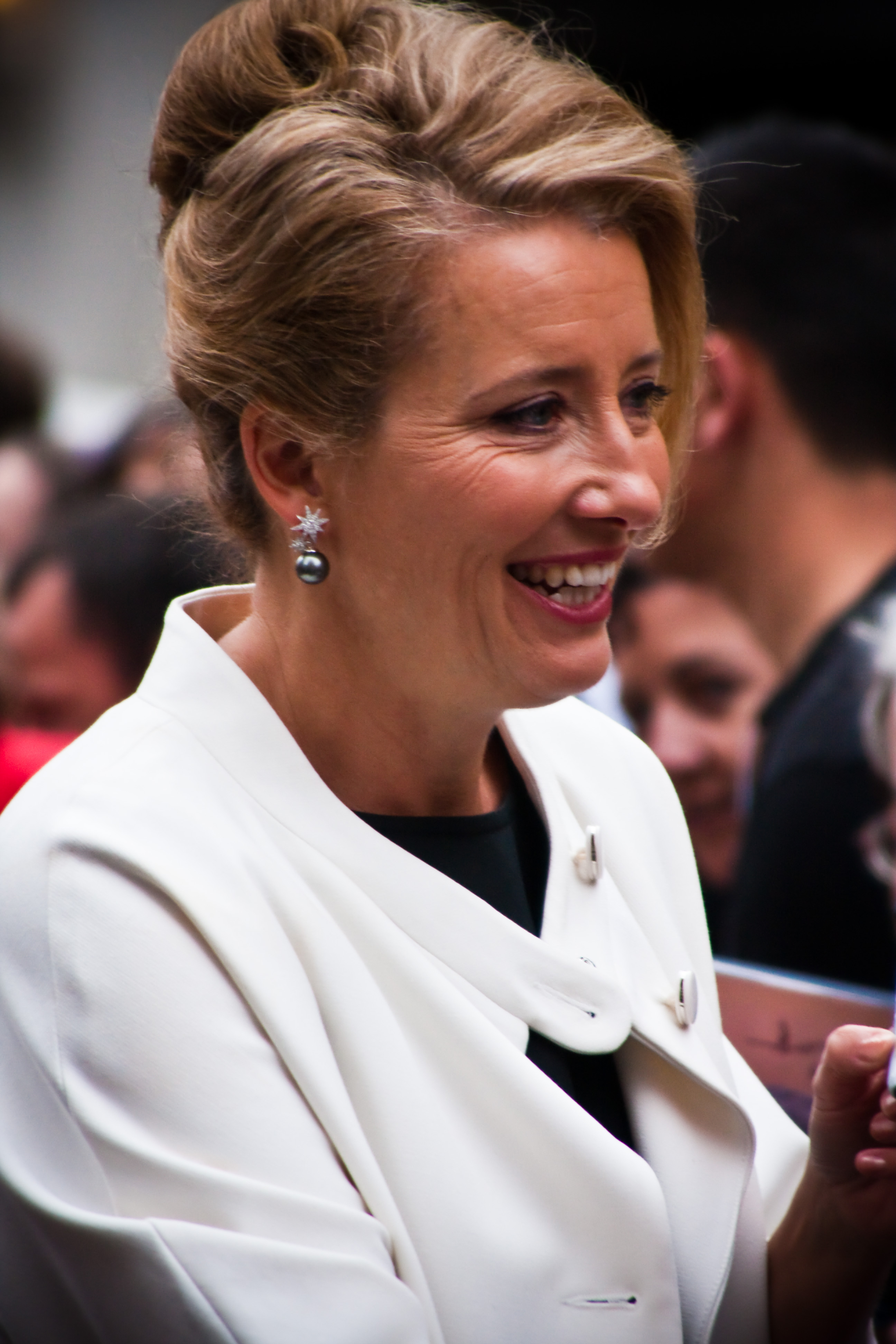
Emma Thompson venceu por Howards End (1992).

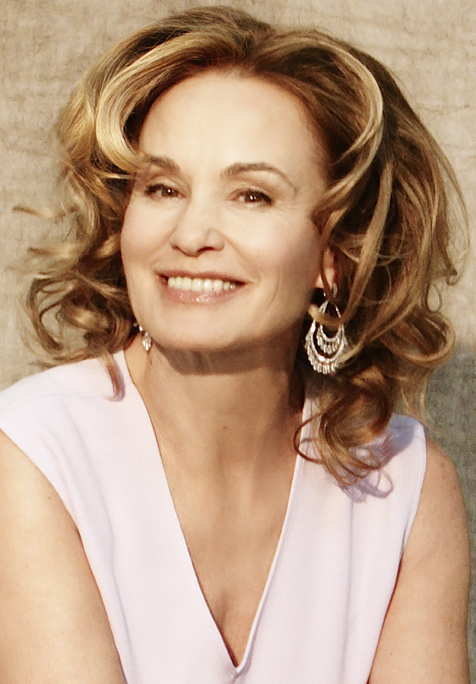
Jessica Lange conquistou o prêmio, dentre as cinco indicações, por Blue Sky (1994).

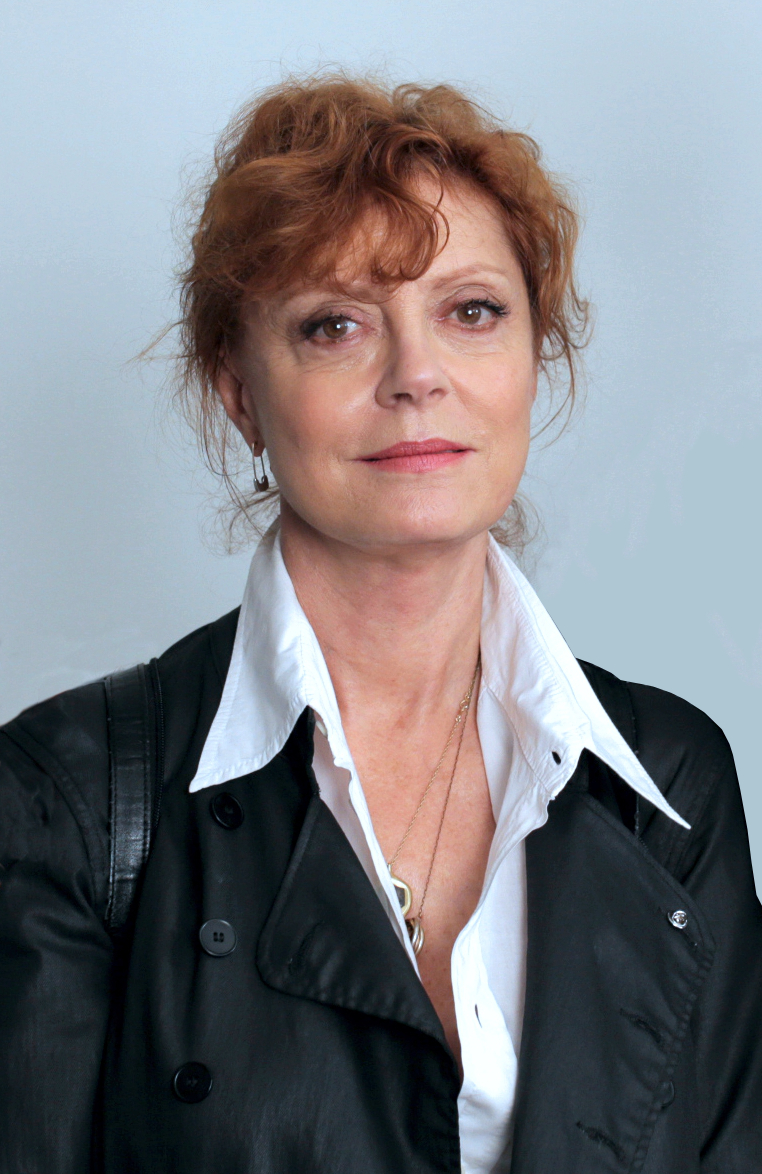
Susan Sarandon, indicada cinco vezes, venceu por Dead Man Walking (1995).

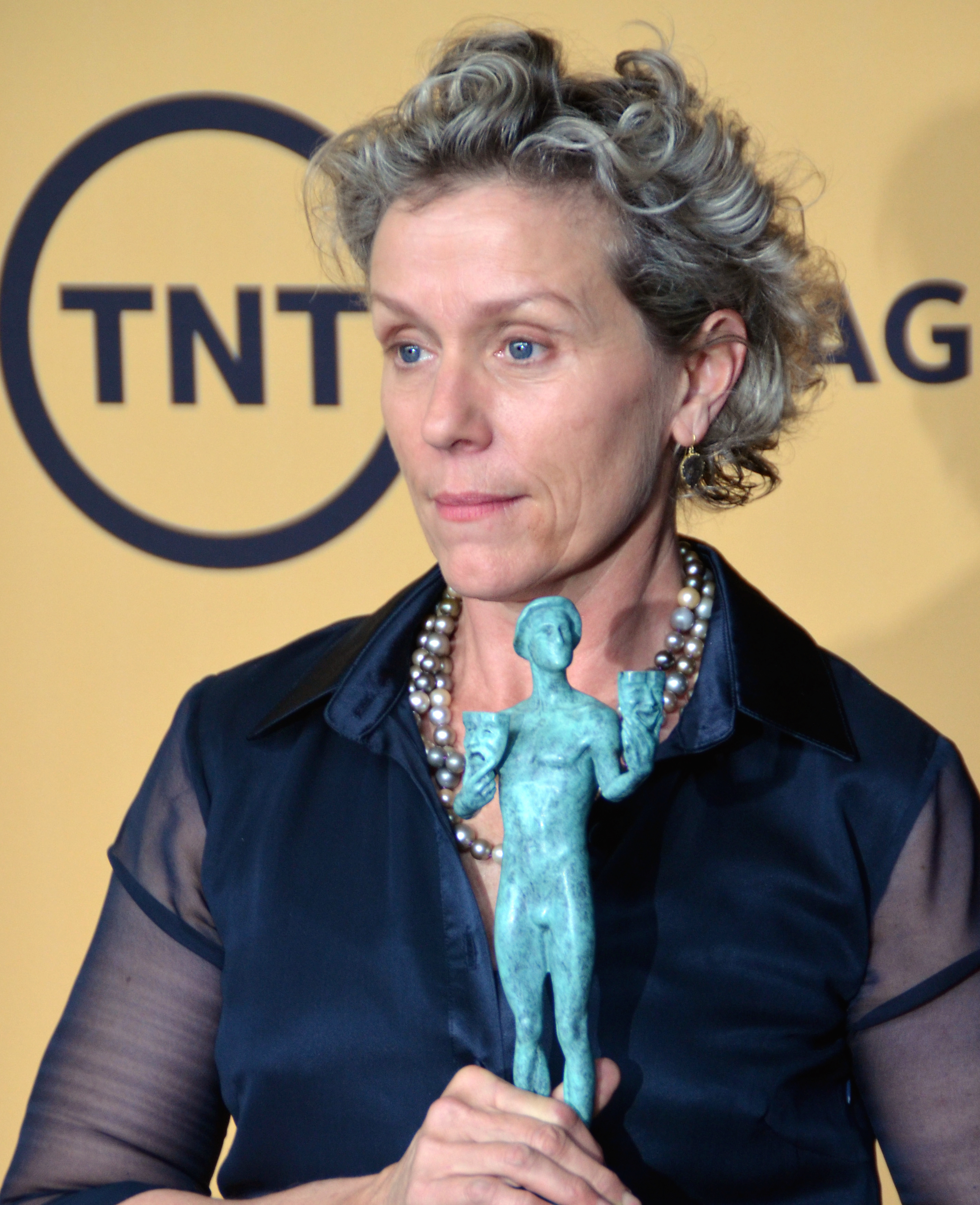
Frances McDormand conseguiu a estatueta por Fargo (1996), Three Billboards Outside Ebbing, Missouri (2017) e Nomadland (2020).

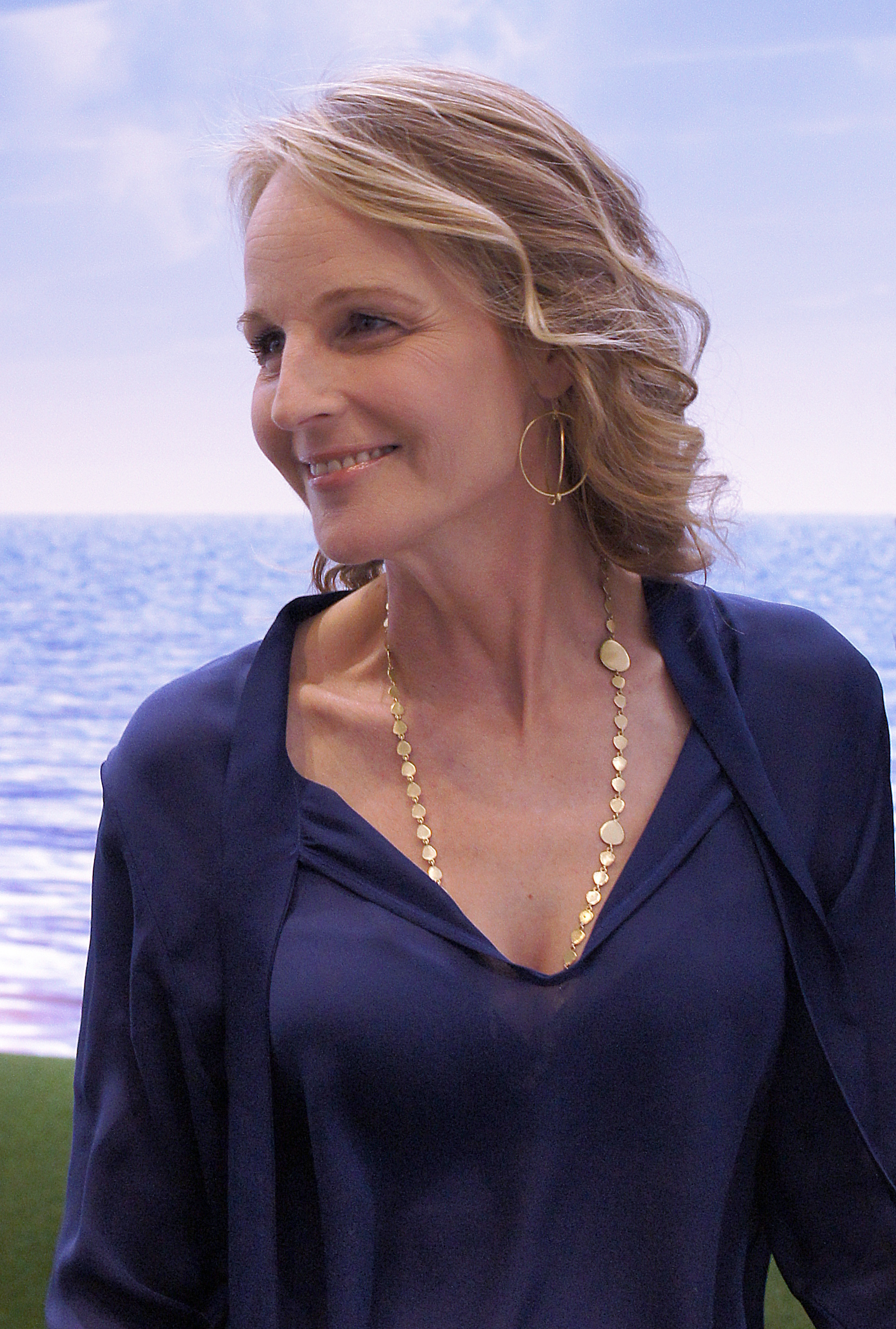
Helen Hunt venceu pelo desempenho em As Good as It Gets (1997).

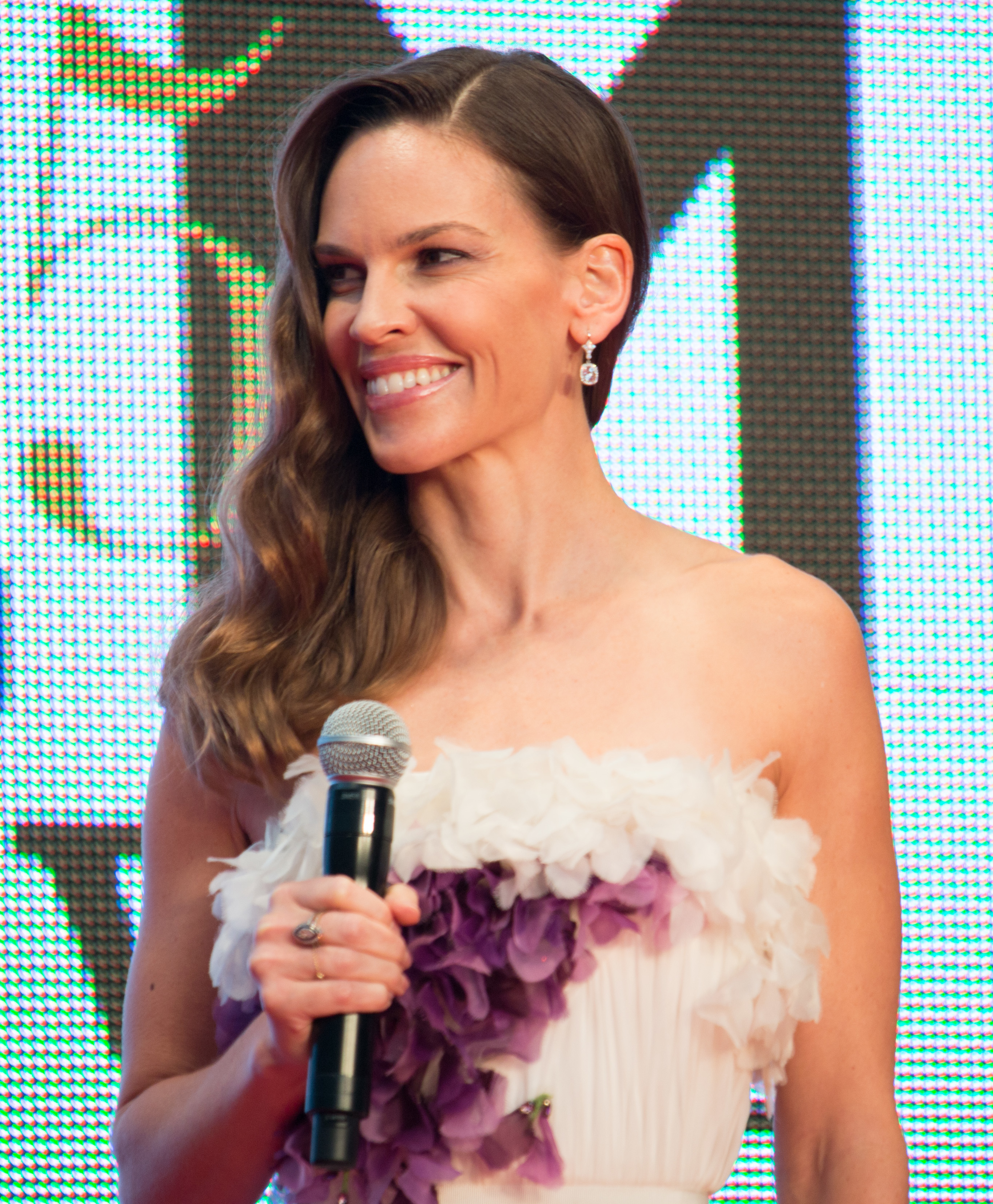
Hilary Swank conquistou duas vitórias: Boys Don't Cry (1999) e Million Dollar Baby (2004).

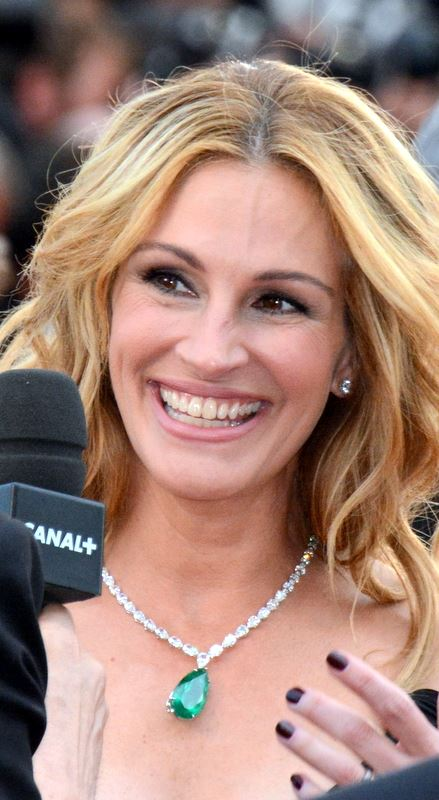
Julia Roberts venceu a categoria por Erin Brockovich (2000).

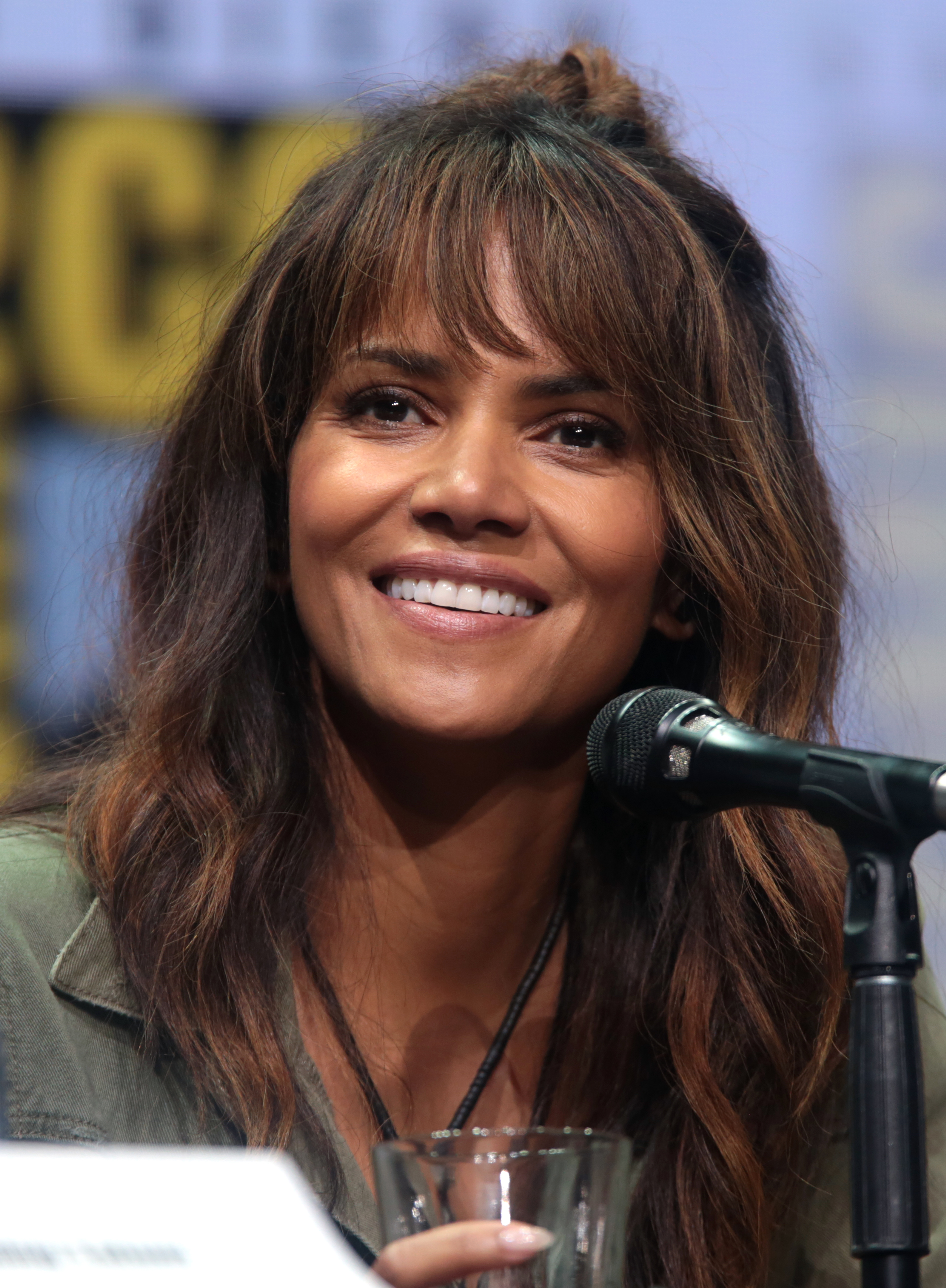
Halle Berry tornou-se a primeira e única mulher negra a vencer na categoria, por Monster's Ball (2001).

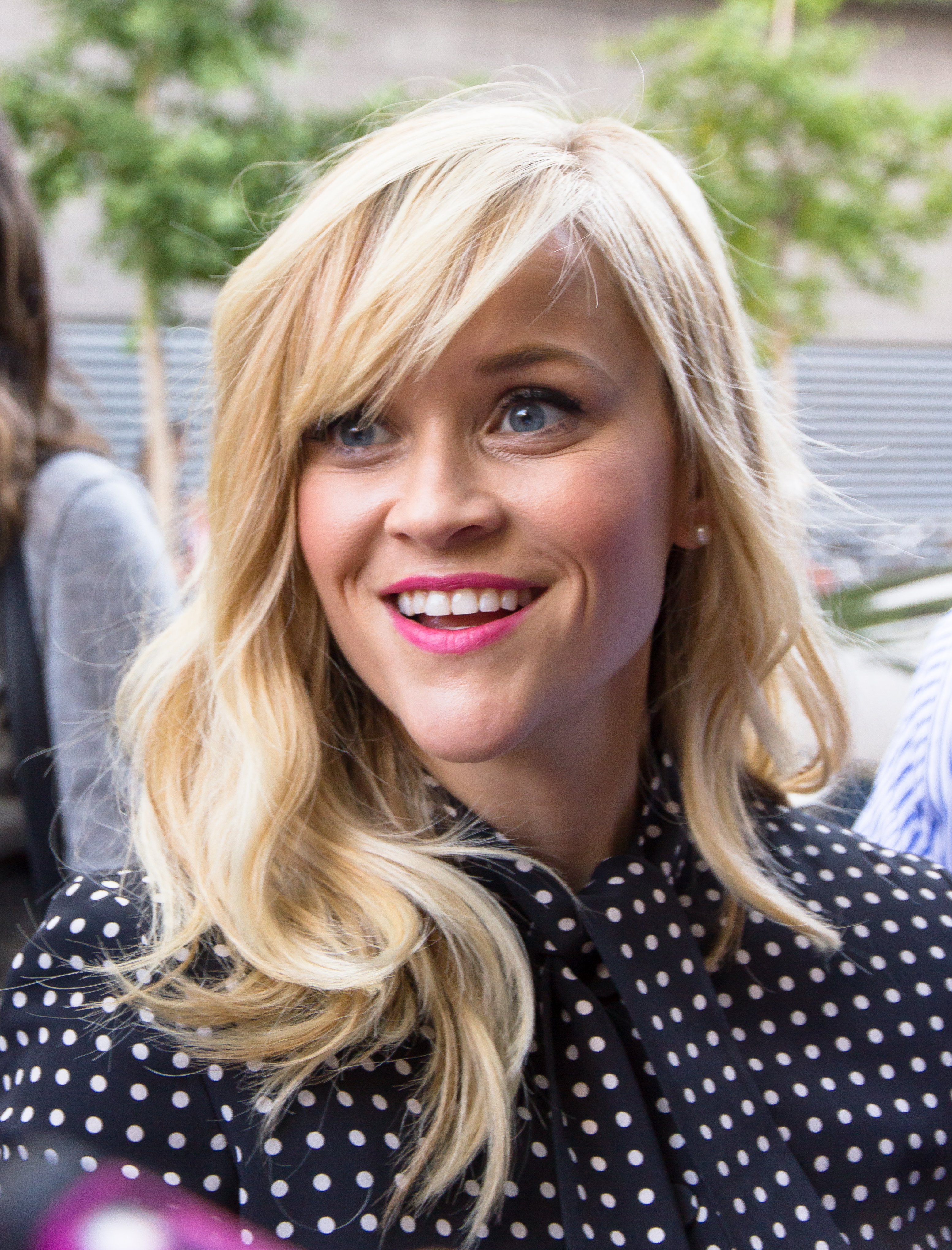
Reese Witherspoon conquistou a estatueta por Walk the Line (2005).

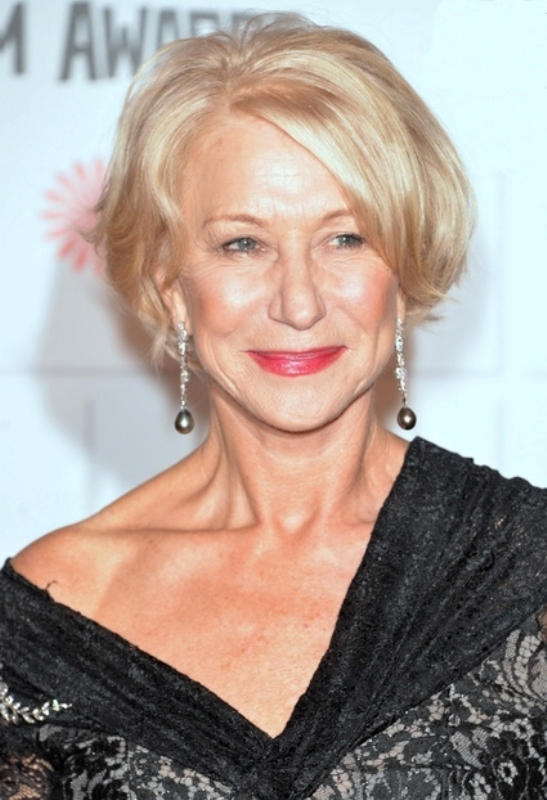
Helen Mirren venceu por The Queen (2006).

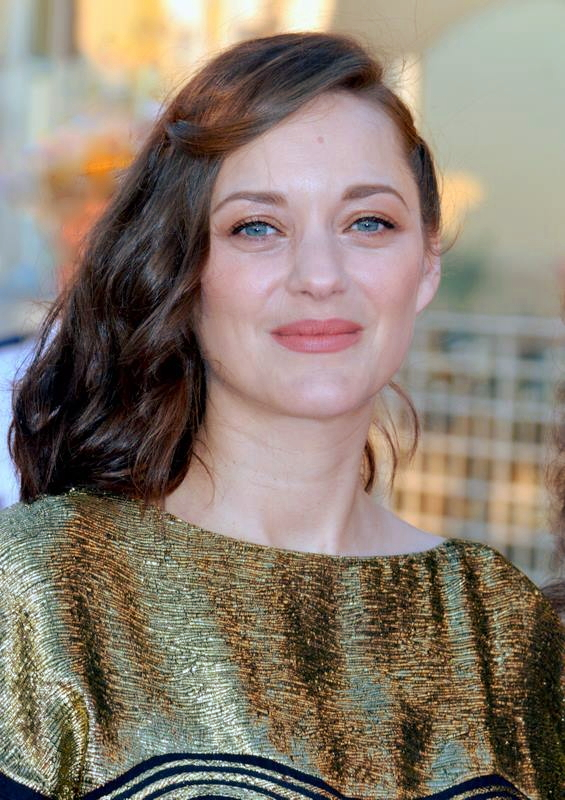
Marion Cotillard tornou-se a primeira atriz a vencer por um filme em língua francesa, La môme (2007).

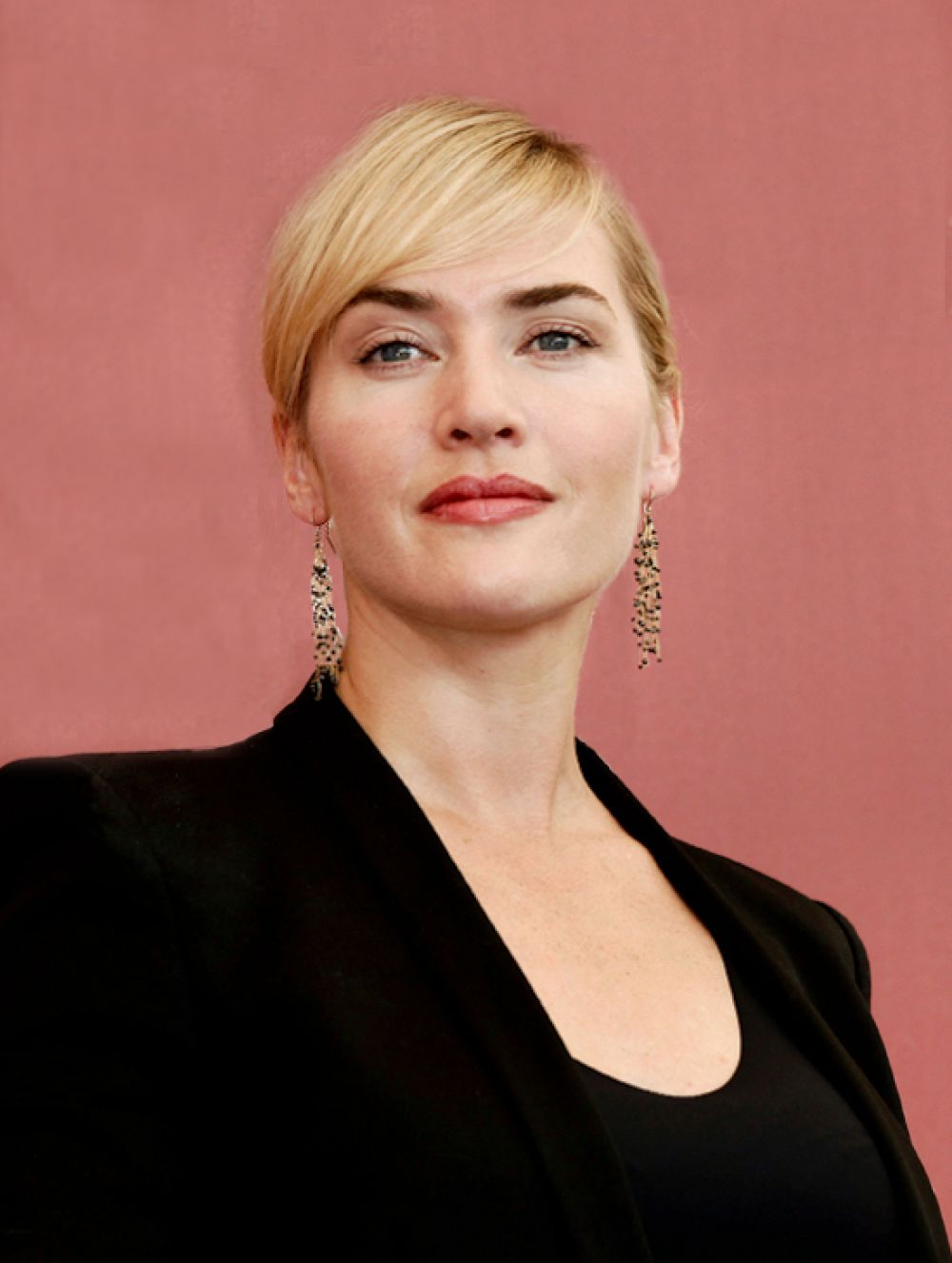
Kate Winslet conquistou o prêmio por The Reader (2008).

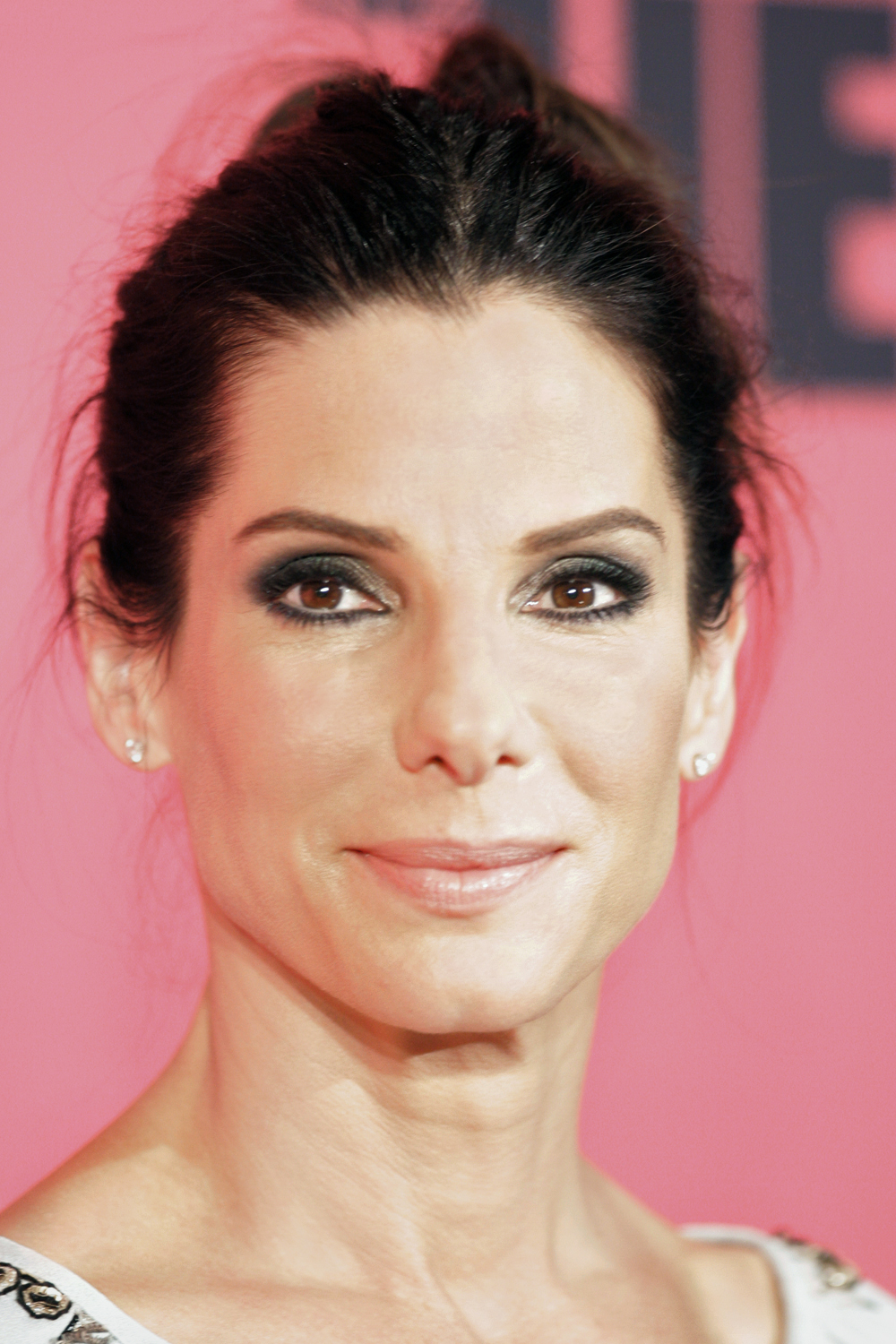
Sandra Bullock venceu a estatueta por The Blind Side (2009).

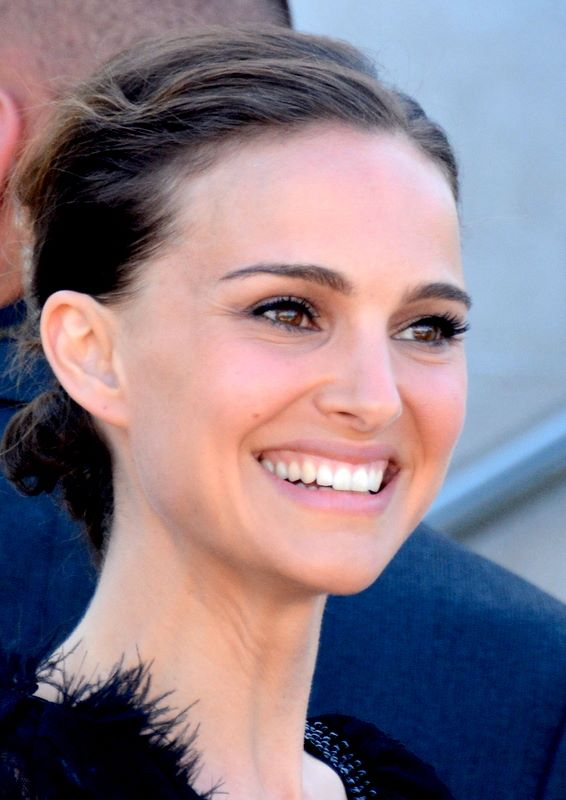
Natalie Portman conquistou a categoria pelo filme Black Swan (2010).

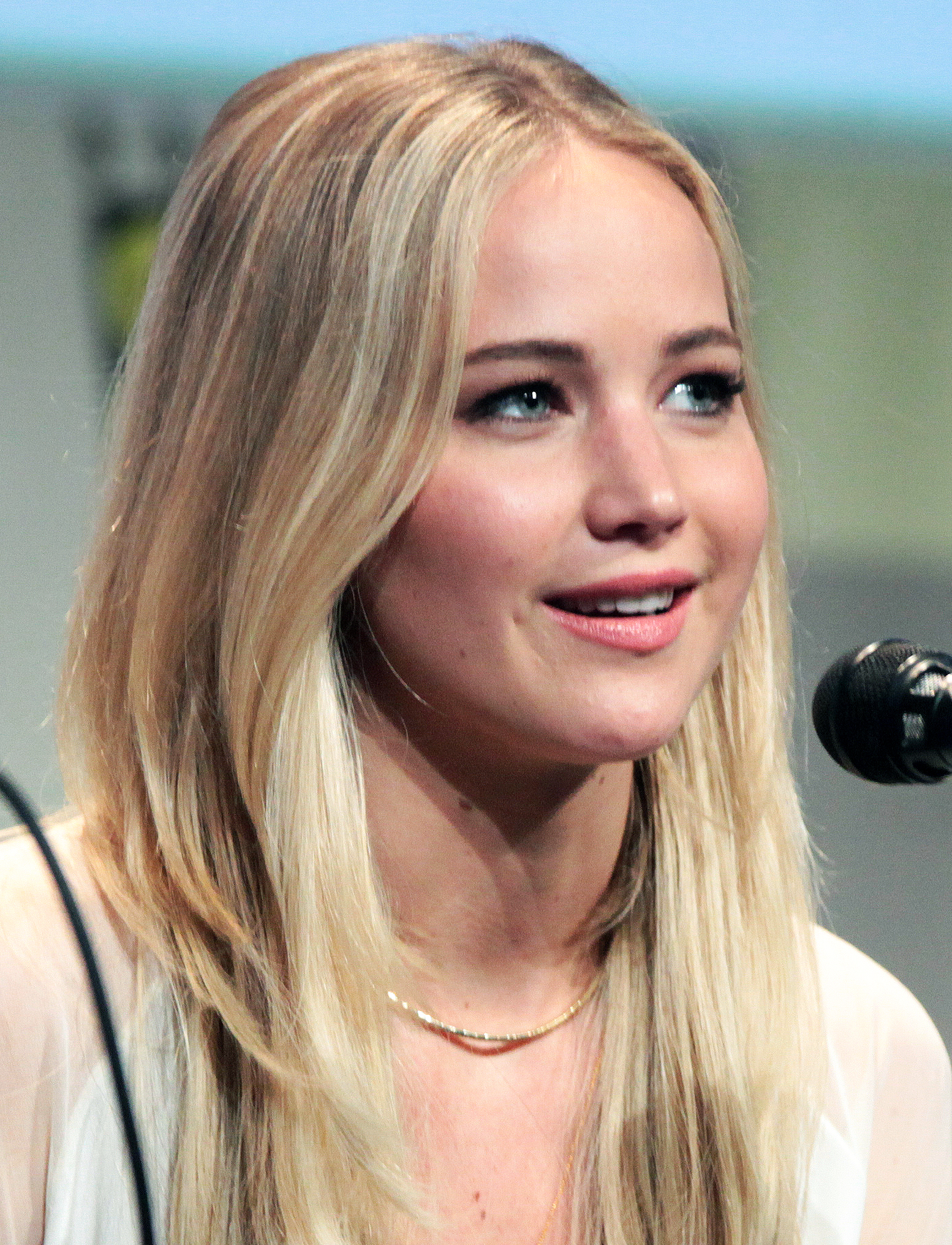
Jennifer Lawrence venceu o Oscar por Silver Linings Playbook (2012).

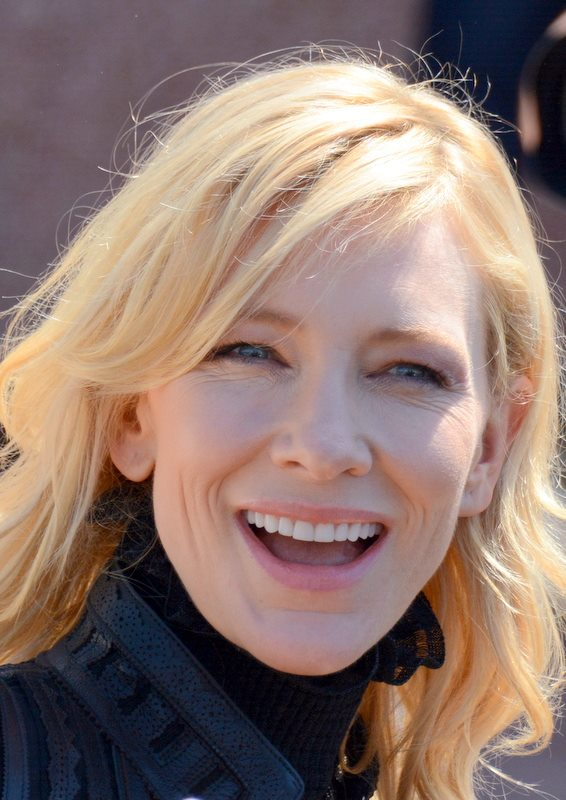
Cate Blanchett venceu por Blue Jasmine (2013).

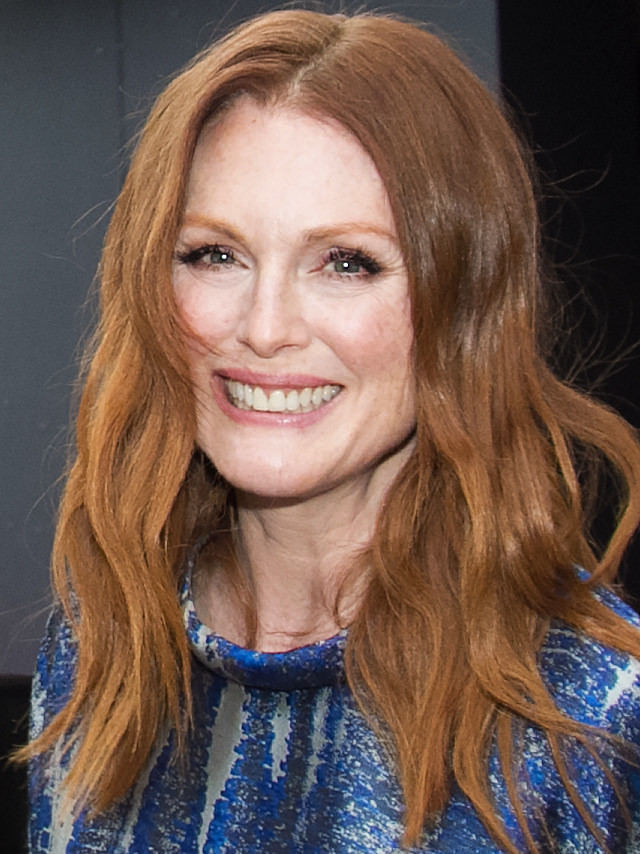
Julianne Moore conquistou o prêmio por Still Alice (2014).

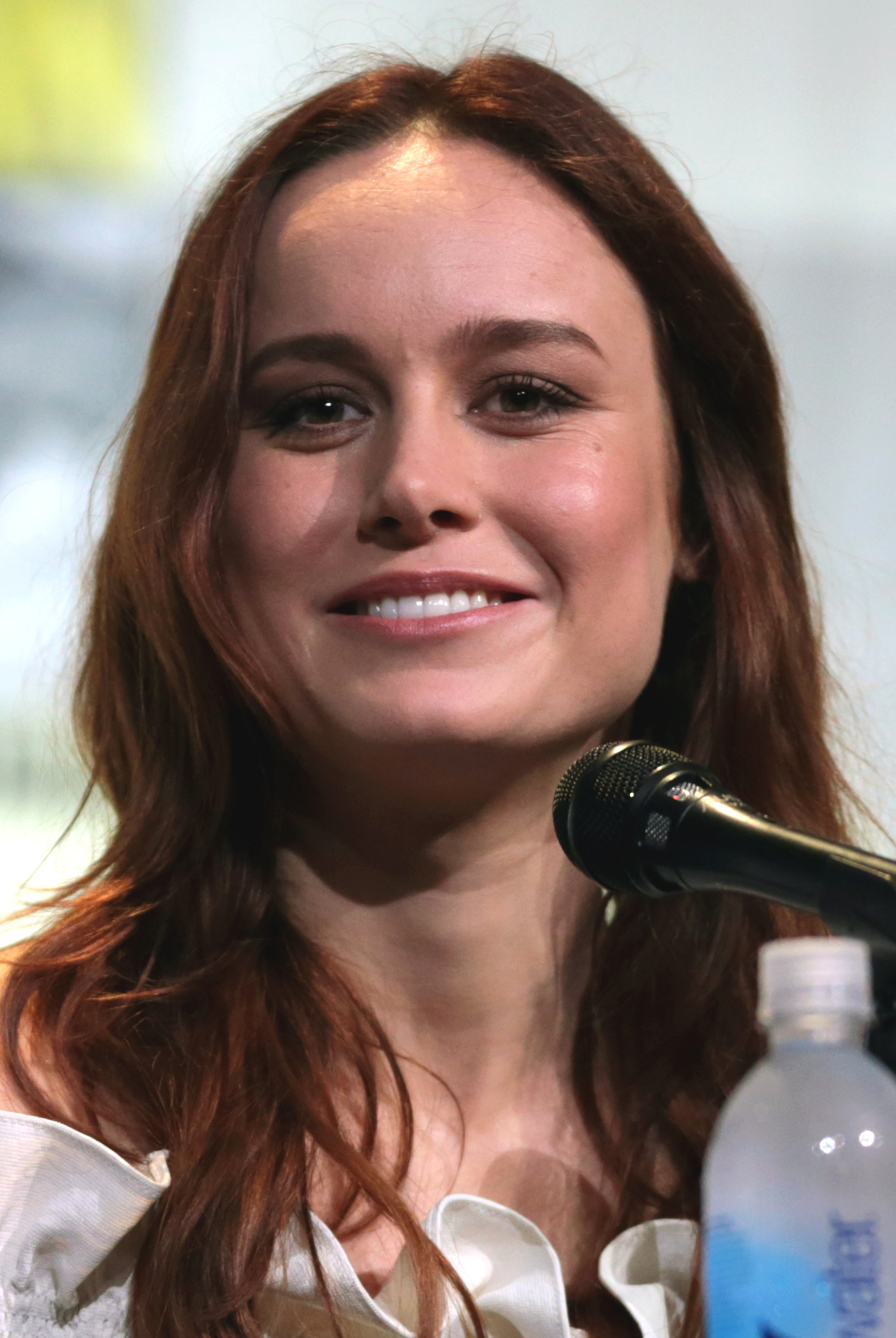
Brie Larson conseguiu a estatueta pela atuação em Room (2015).

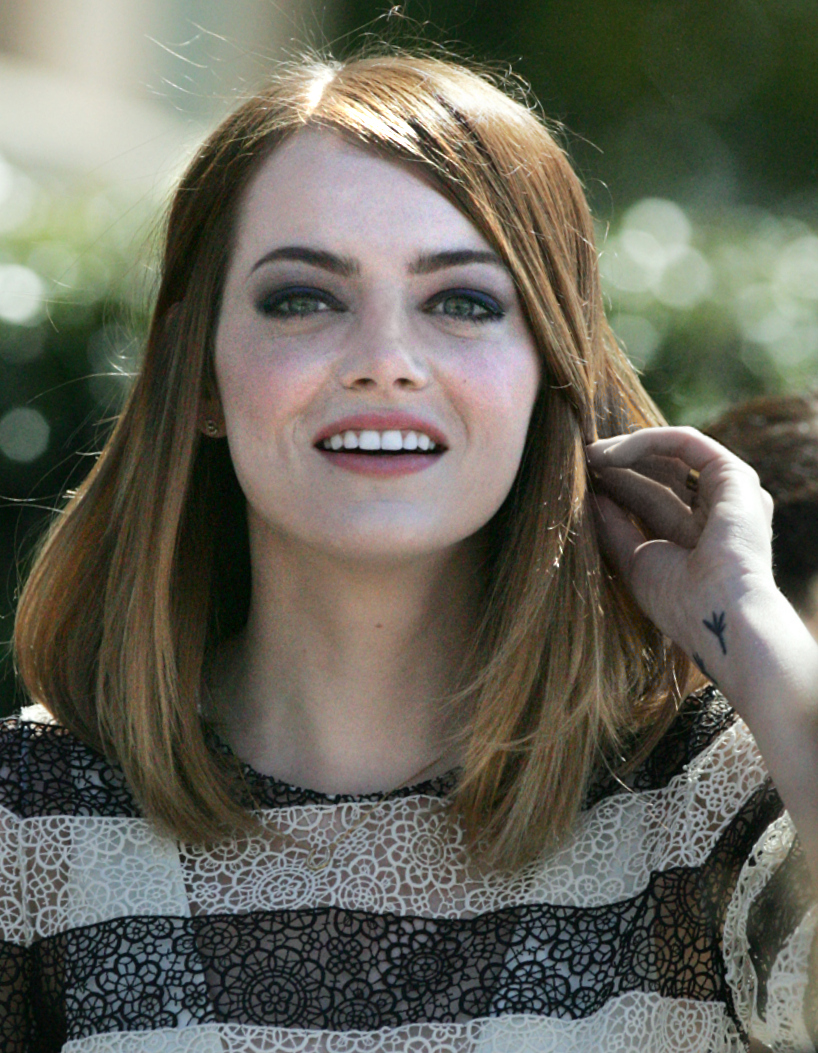
Emma Stone venceu a categoria por La La Land (2016) e por Poor Things (2023).

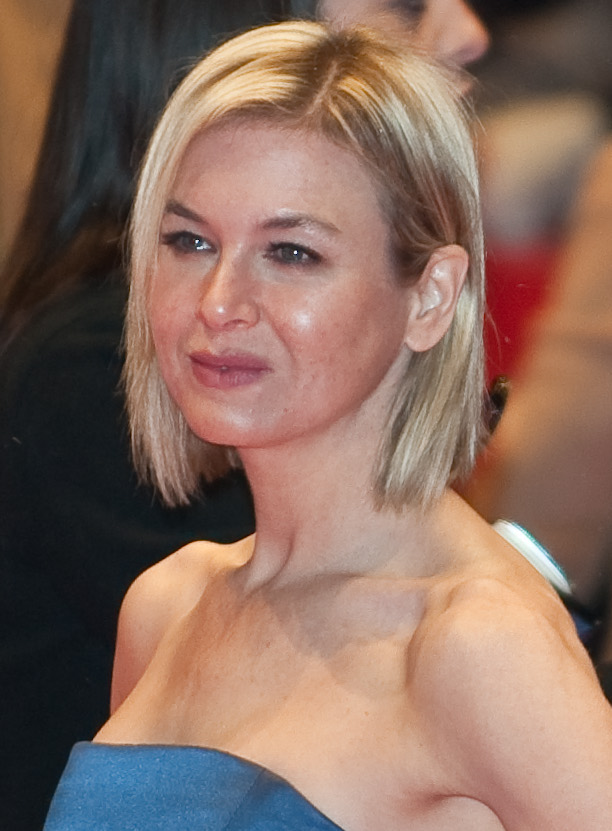
Renée Zellweger ganhou o Oscar por Judy em 2020.

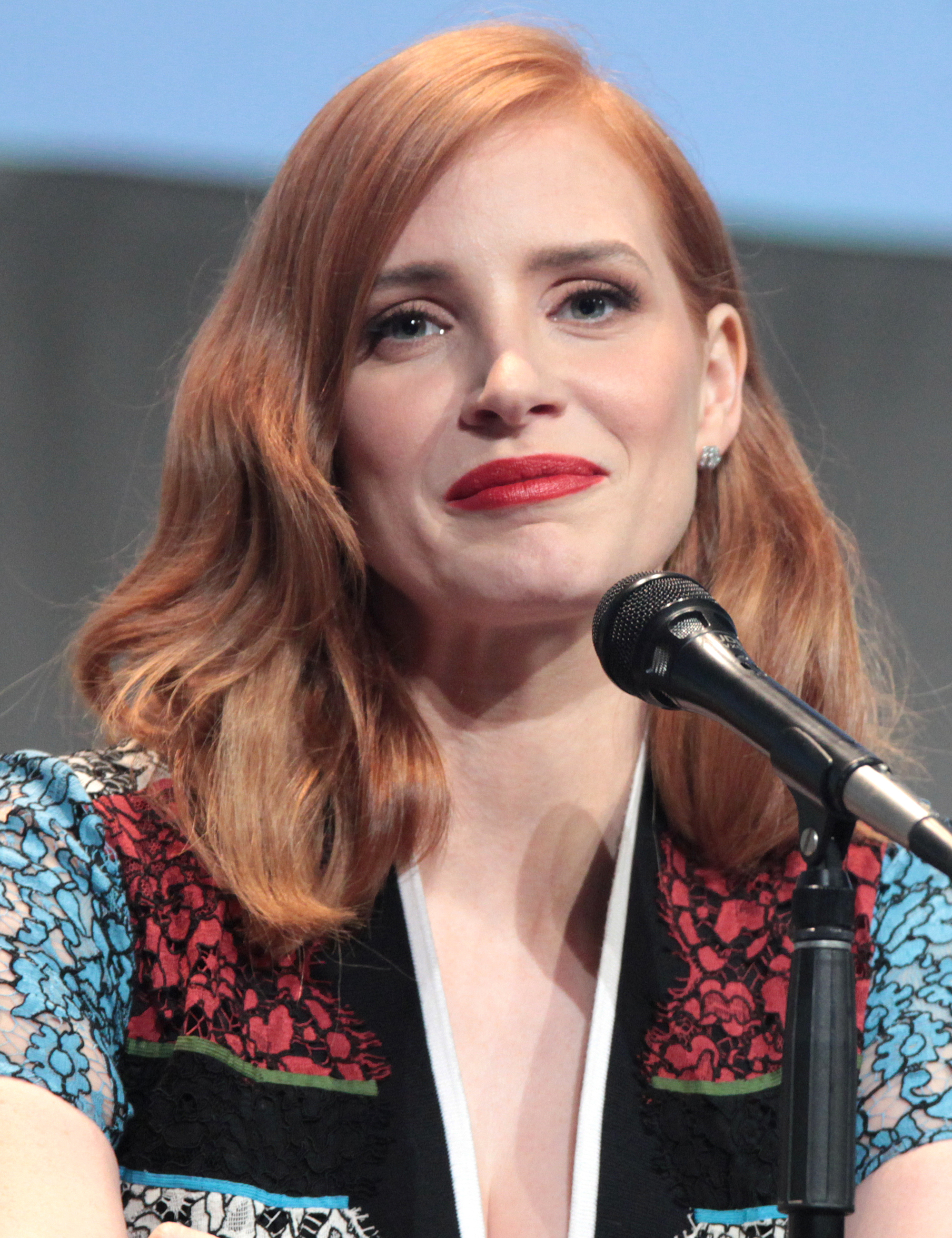
Jessica Chastain consagrou-se por The Eyes of Tammy Faye (2021).

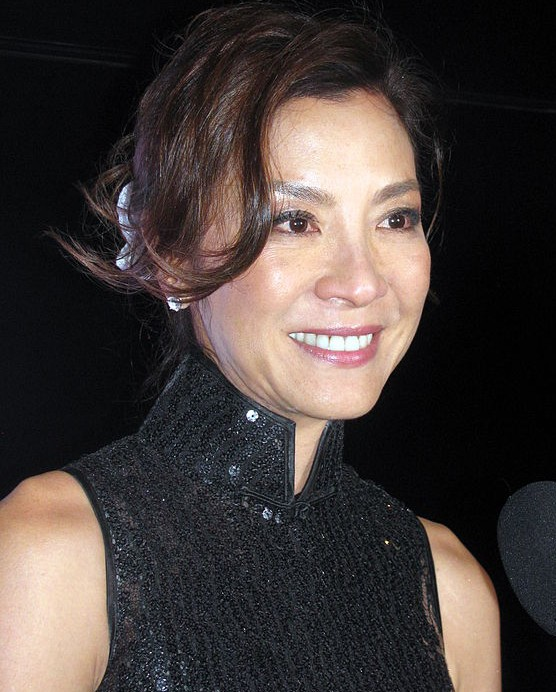
Michelle Yeoh venceu por Everything Everywhere All at Once (2022); a primeira asiática a vencer o prêmio.

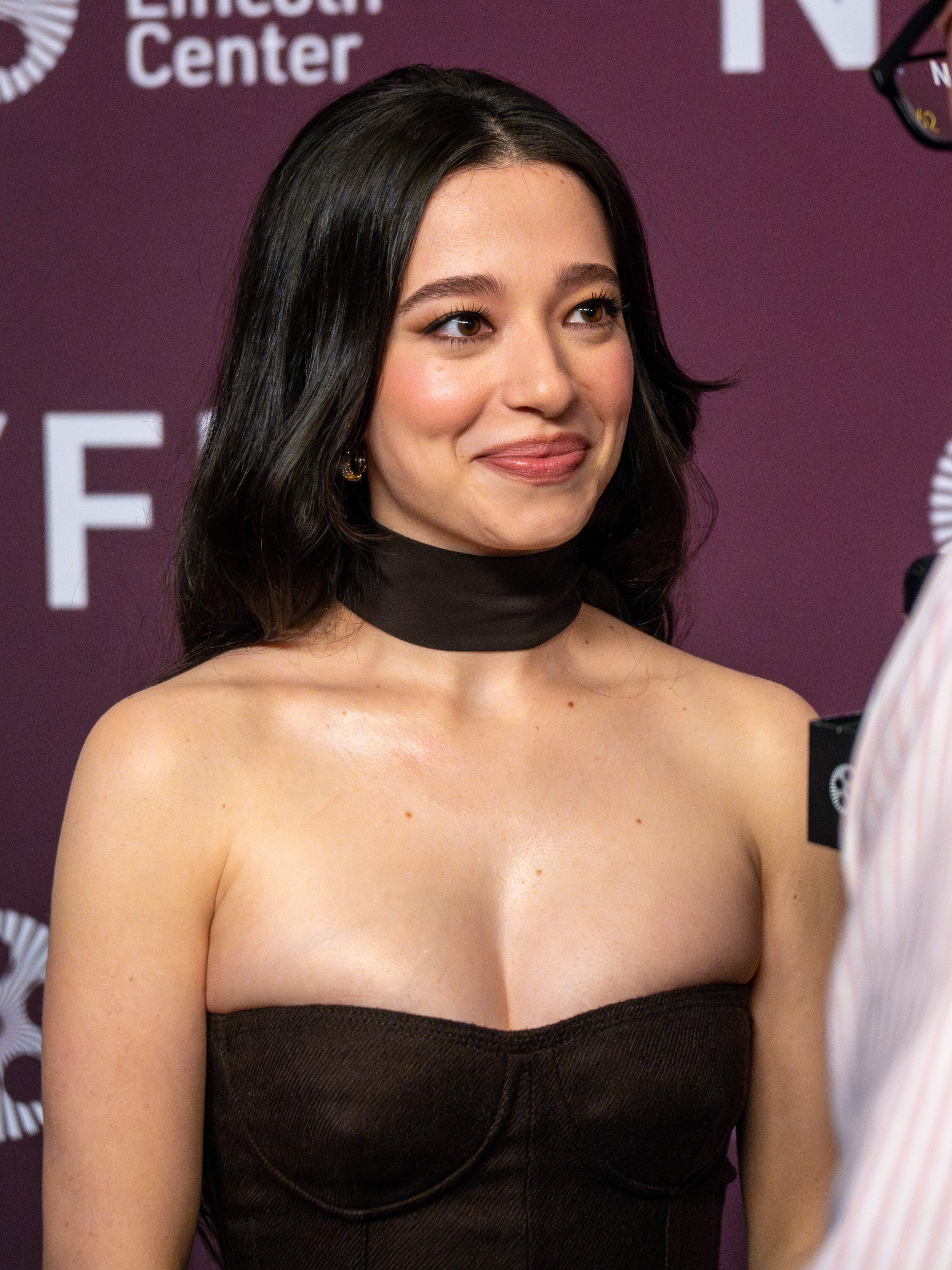
Mikey Madison venceu o prêmio por Anora (2024).

Na tabela a seguir, os anos estão listados de acordo com a realização da cerimônia dos prêmios da Academia e, em geral, correspondem ao ano seguinte de lançamento do filme no condado de Los Angeles. Para elegibilidade nas cinco primeiras edições, a obra cinematográfica deveria ser exibida entre 1 de agosto e 31 de julho do outro ano; a partir da sexta cerimônia, os doze meses necessários para indicação se estabilizaram entre 1 de janeiro e 31 de dezembro.

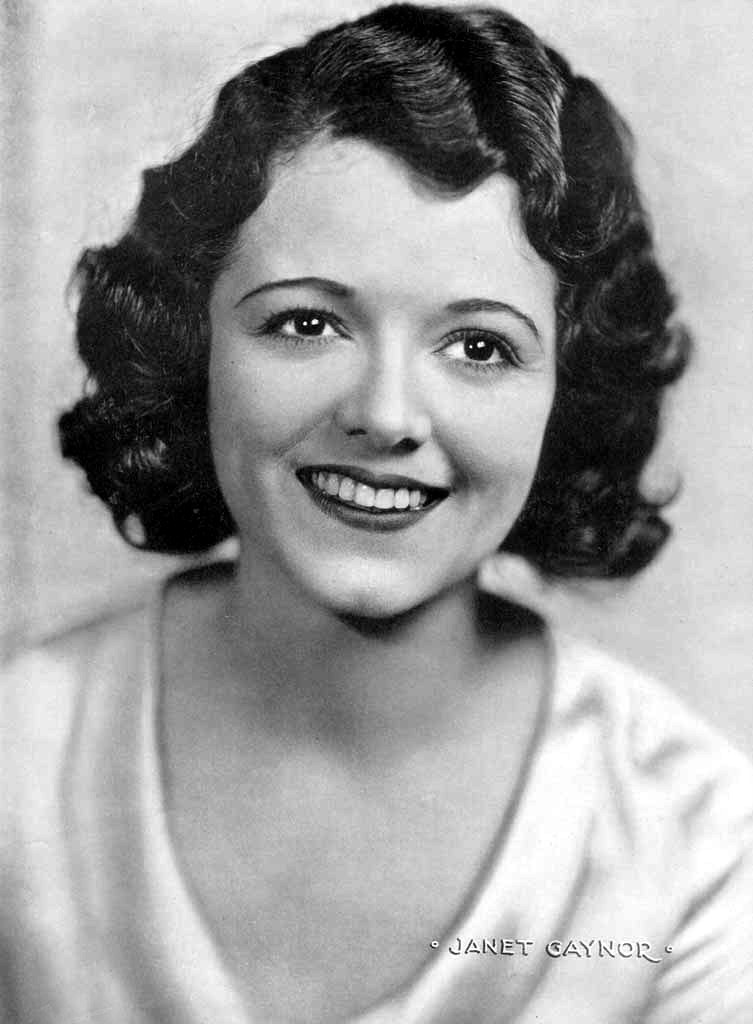
Janet Gaynor foi a primeira vencedora, pela atuação em três filmes: 7th Heaven, Street Angel e Sunrise.

Katharine Hepburn detém o título de mais premiada, com quatro vitórias: Morning Glory (1933), Guess Who's Coming to Dinner (1967), The Lion in Winter (1968) e On Golden Pond (1981).

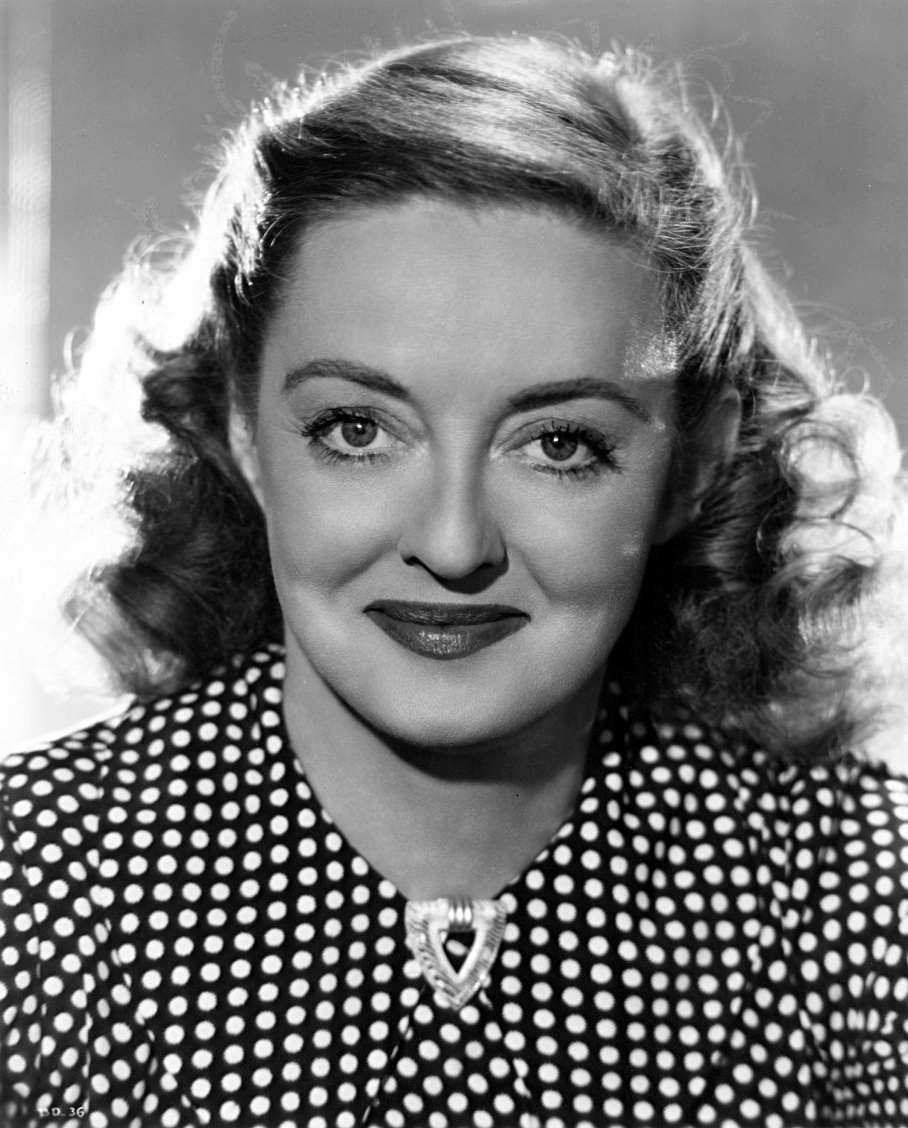
Bette Davis venceu duas das dez indicações, por Dangerous (1935) e Jezebel (1938).

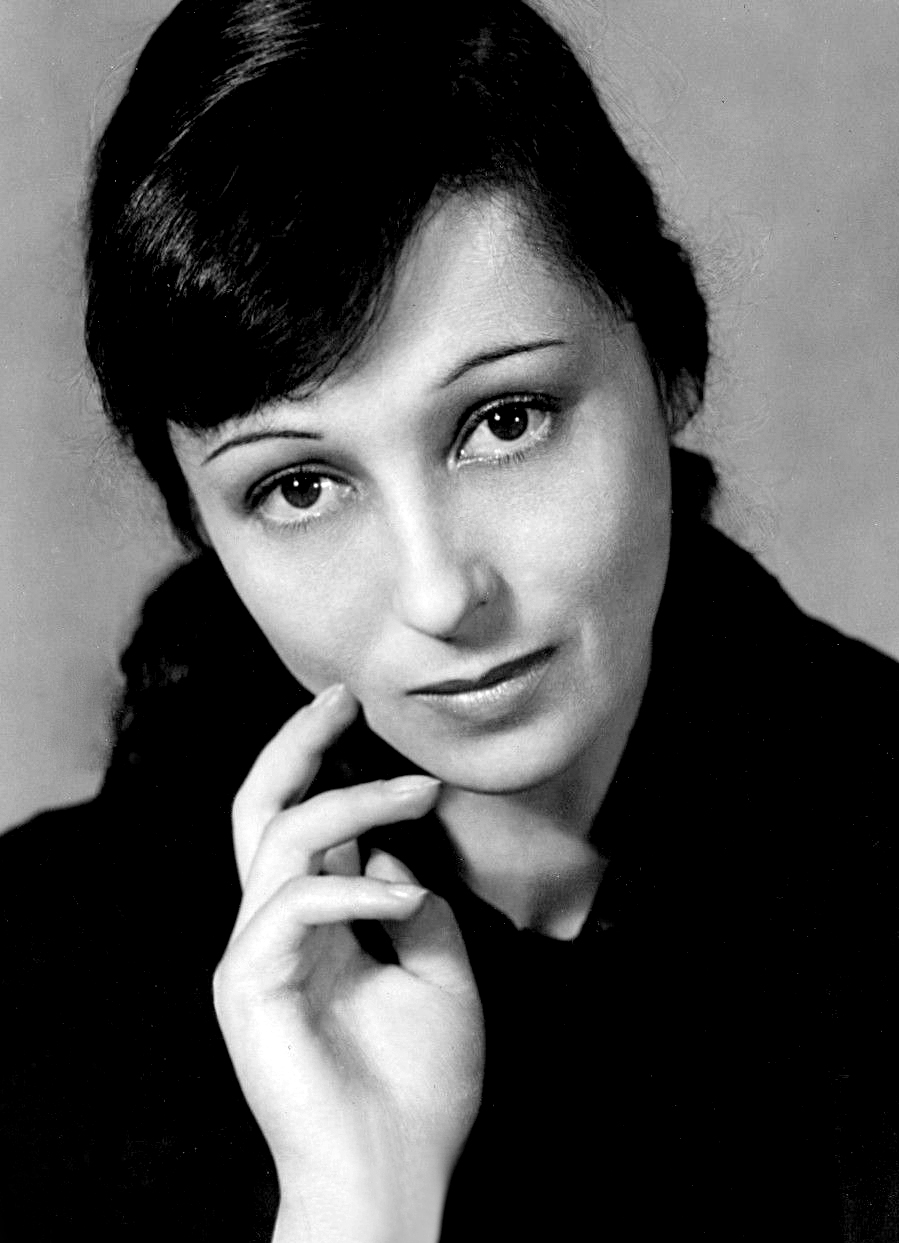
Luise Rainer tornou-se a primeira atriz a vencer por dois anos consecutivos: The Great Ziegfeld (1936) e The Good Earth (1937).

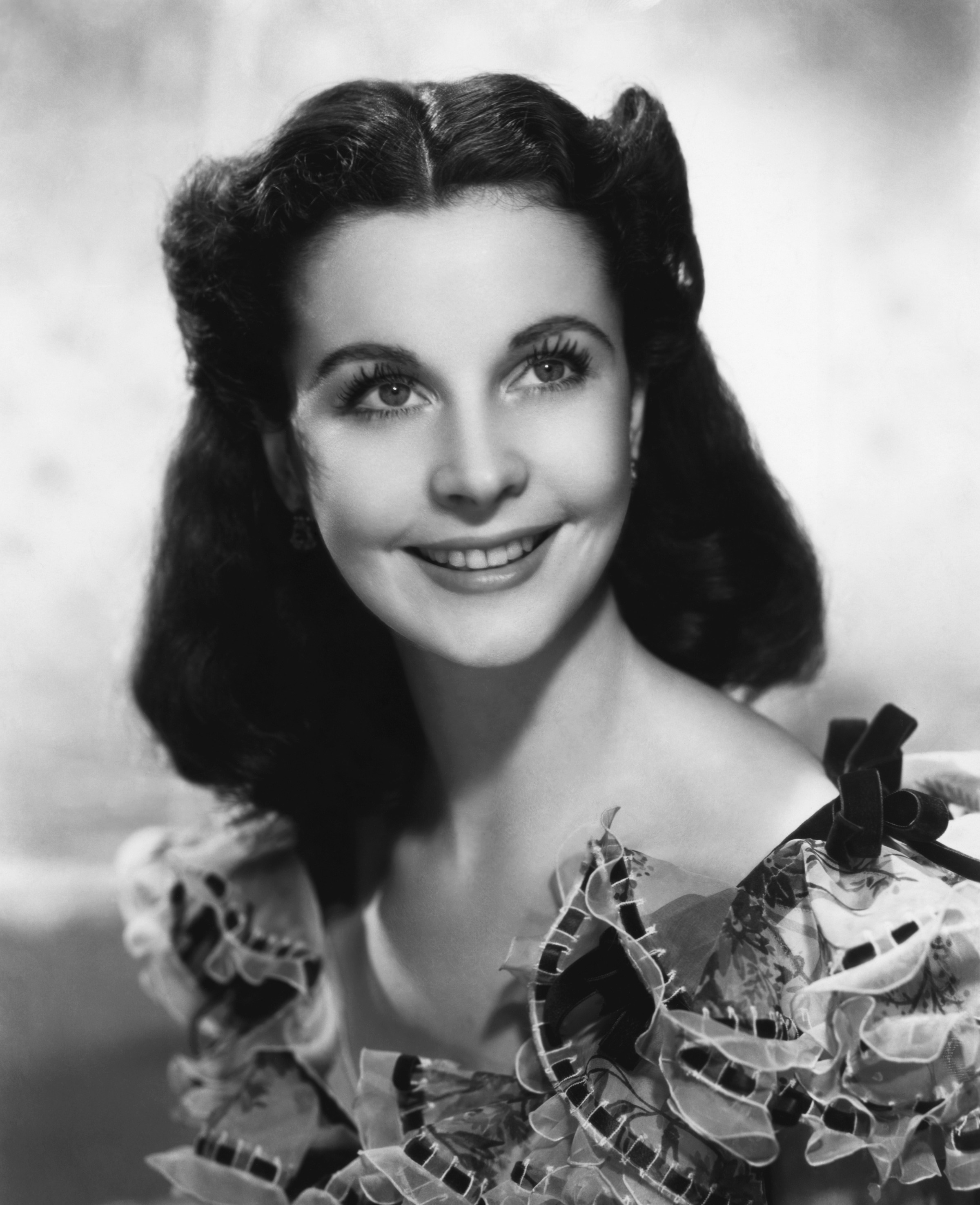
Vivien Leigh conquistou duas vitórias por Gone with the Wind (1939) e A Streetcar Named Desire (1950).

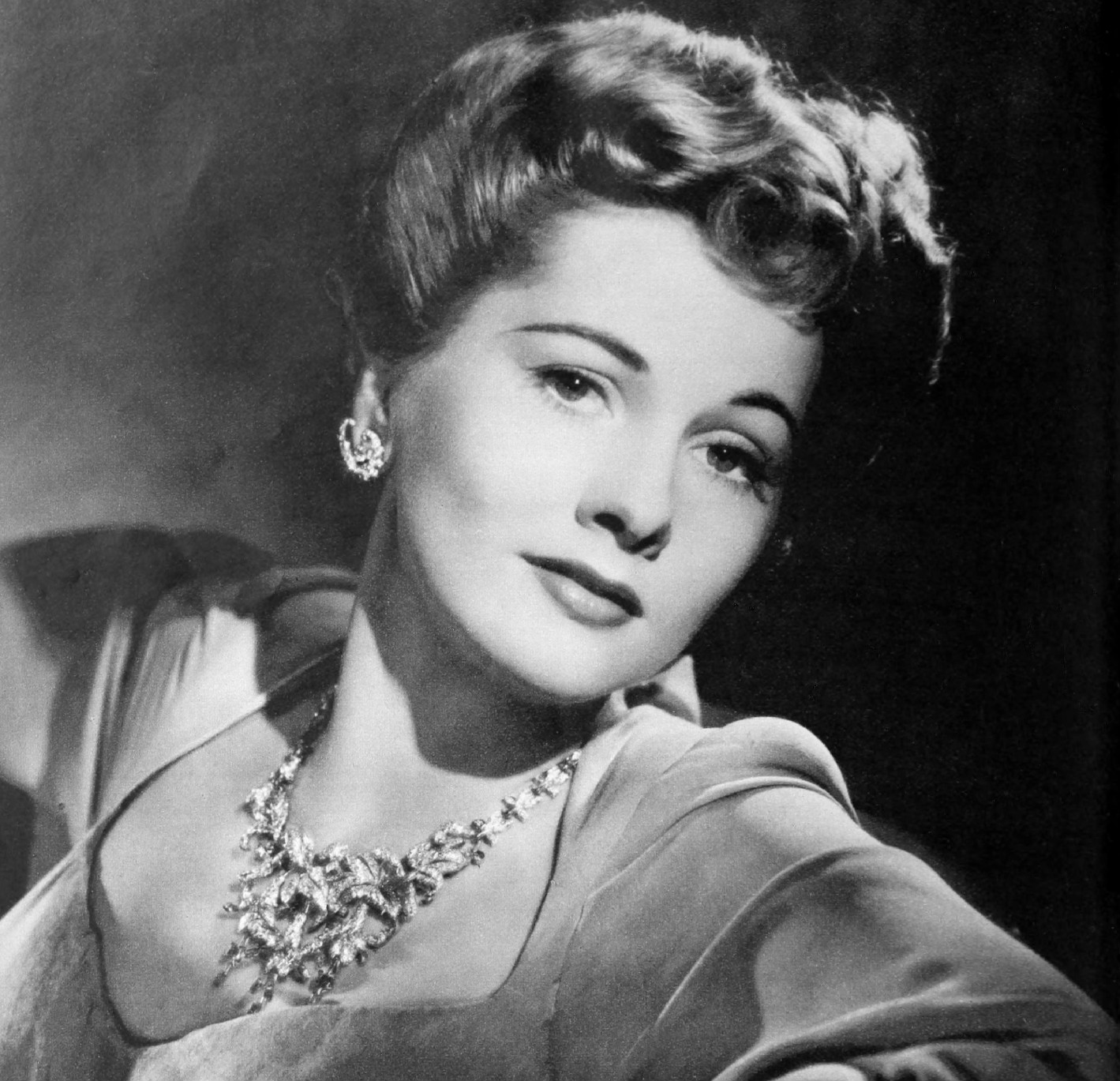
Joan Fontaine venceu pela interpretação em Suspicion (1941).

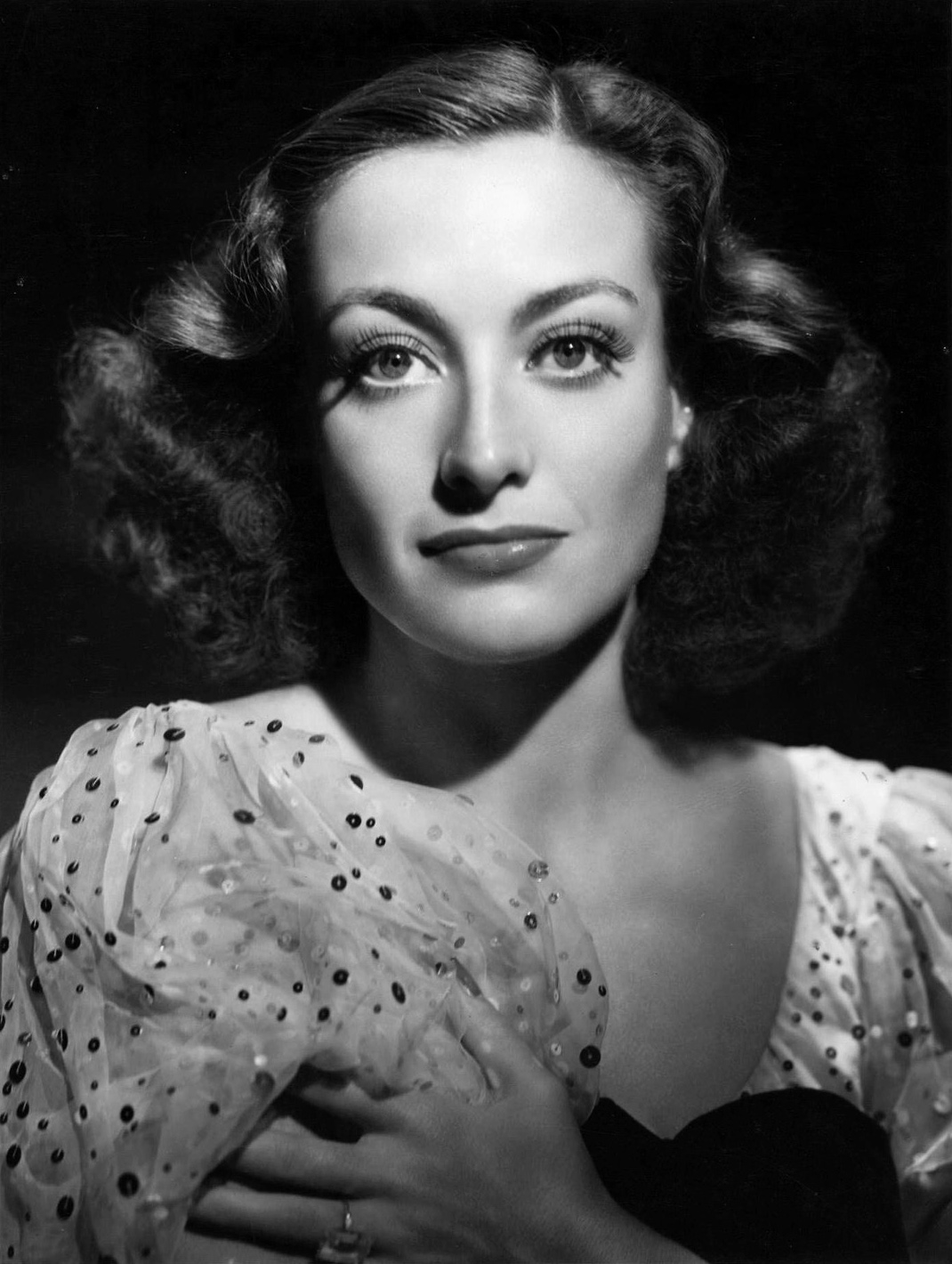
Joan Crawford conseguiu a estatueta por Mildred Pierce (1945).

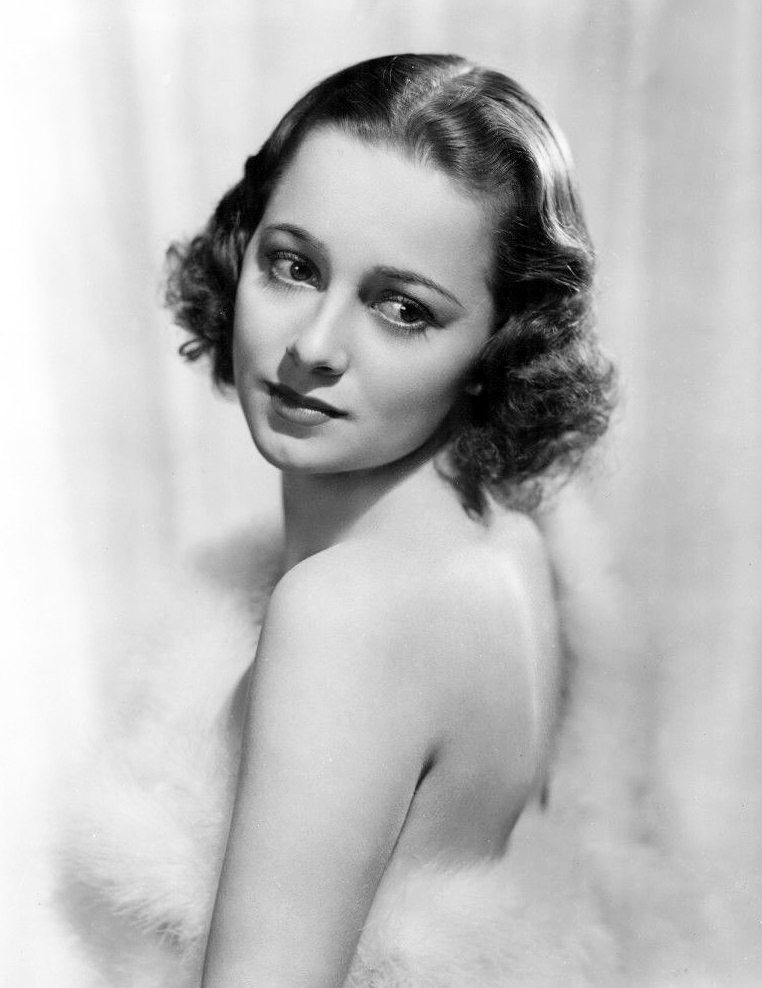
Olivia de Havilland venceu duas vezes: To Each His Own (1946) e The Heiress (1949).

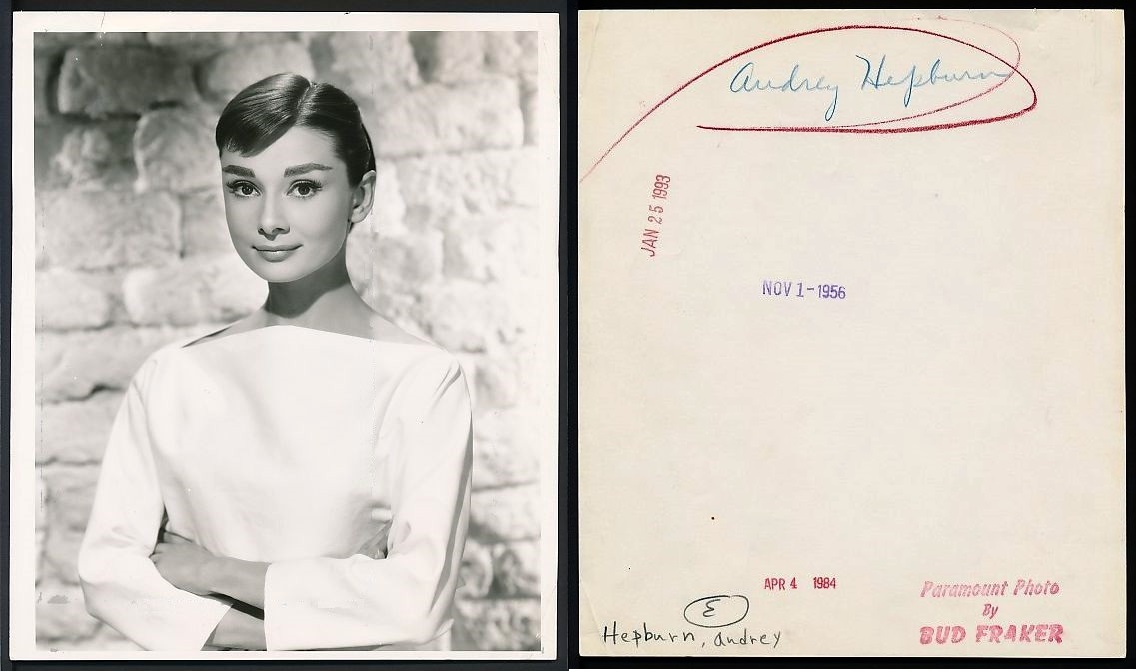
Audrey Hepburn conquistou na atuação de Roman Holiday (1953).

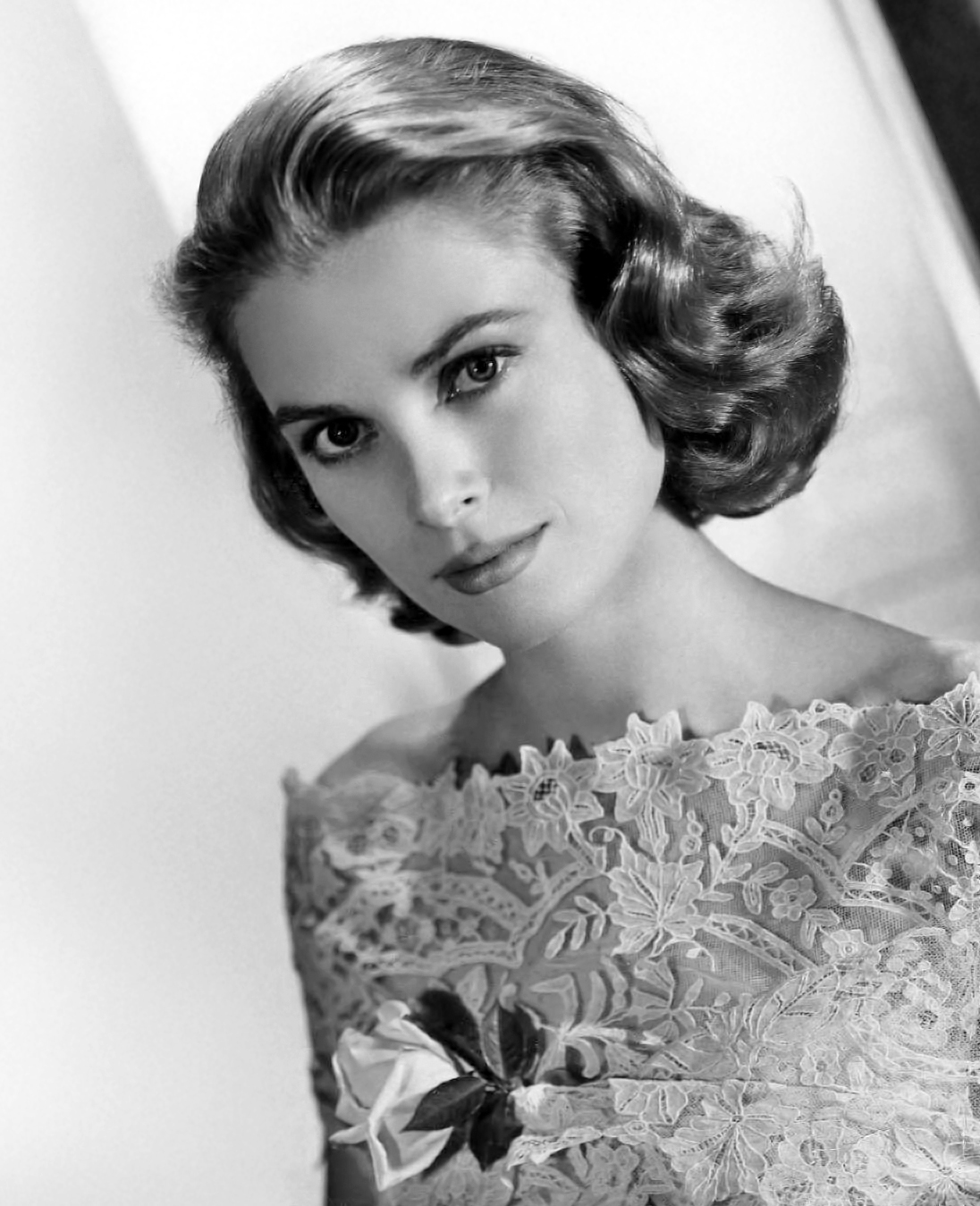
Grace Kelly venceu pelo papel em The Country Girl (1954).

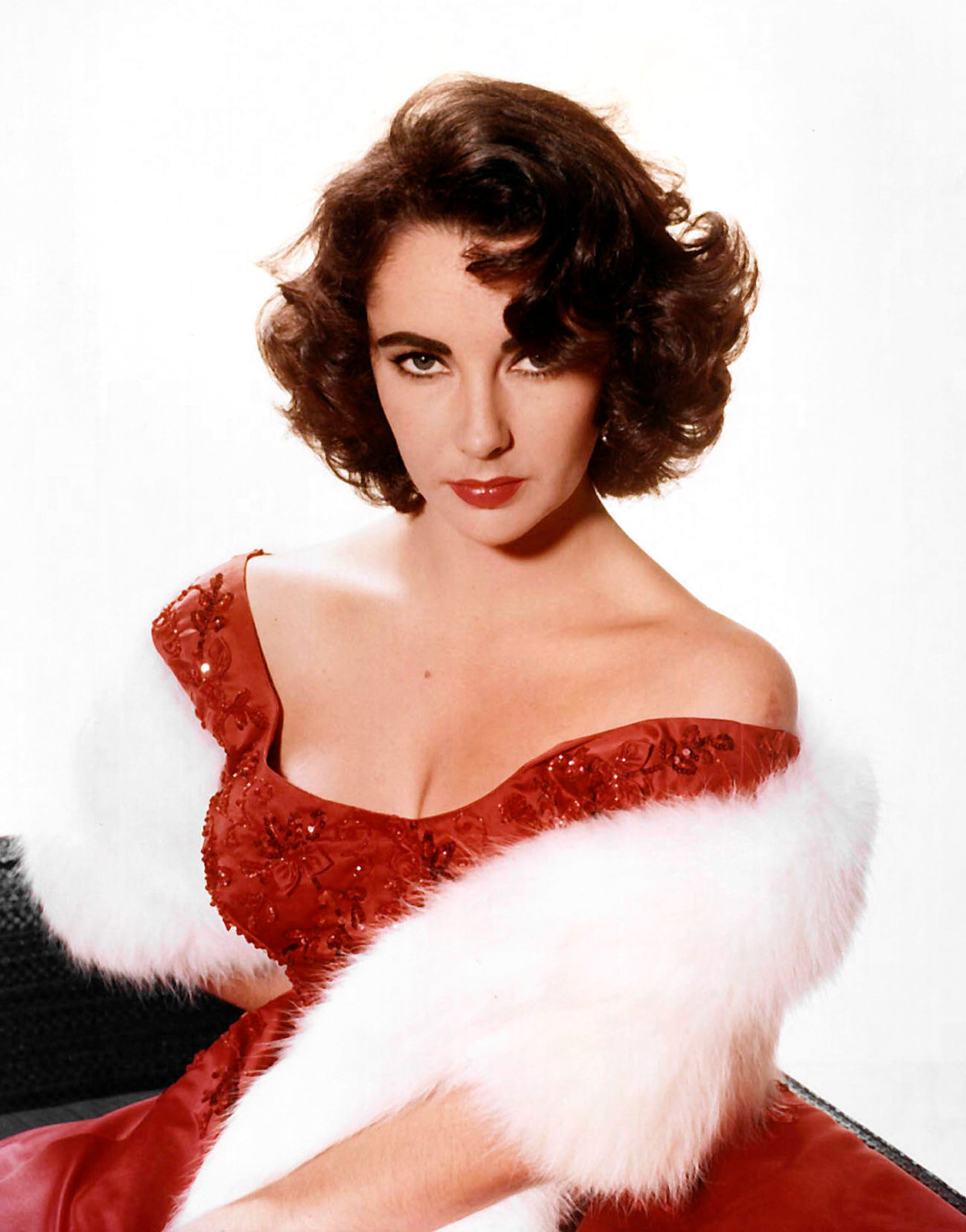
Elizabeth Taylor conquistou duas das cinco nomeações: BUtterfield 8 (1960) e Who's Afraid of Virginia Woolf? (1966).

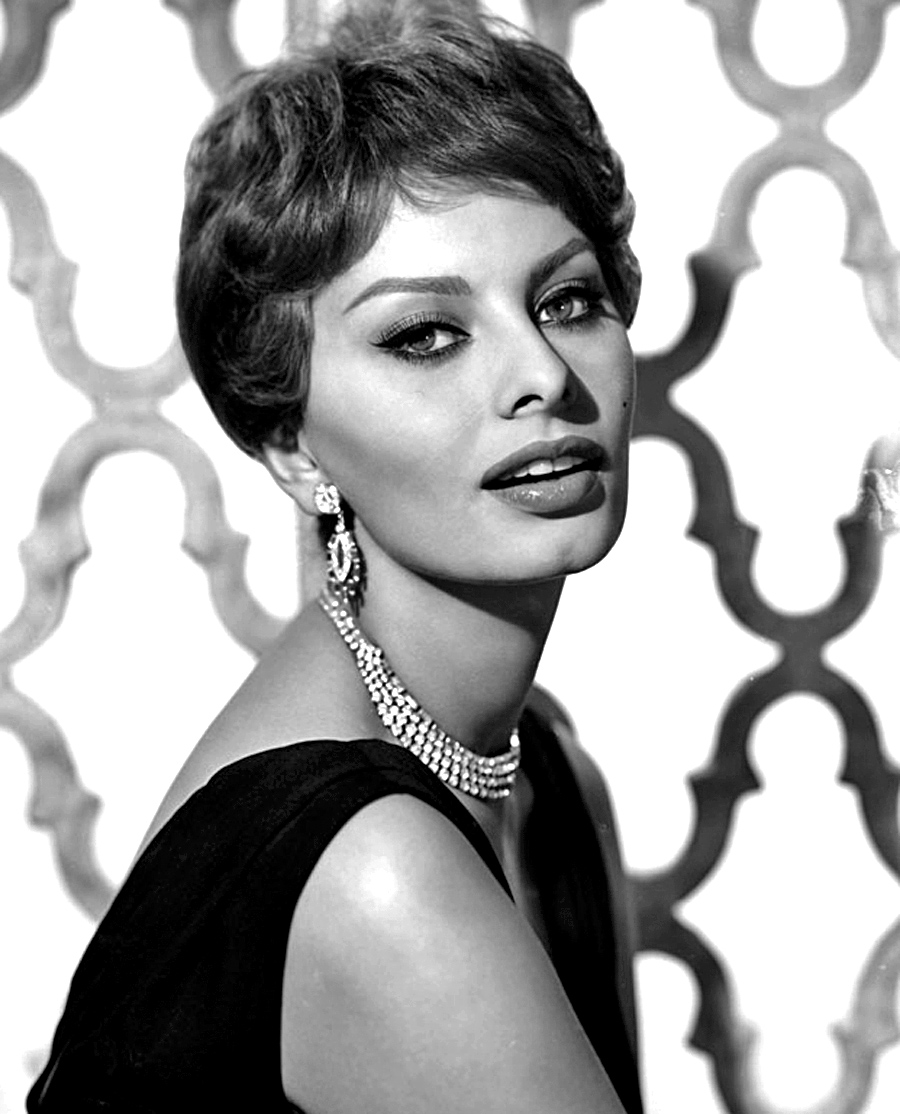
Sophia Loren tornou-se a primeira pessoa a vencer uma categoria de atuação por um filme em língua não-inglesa: La ciociara (1960).

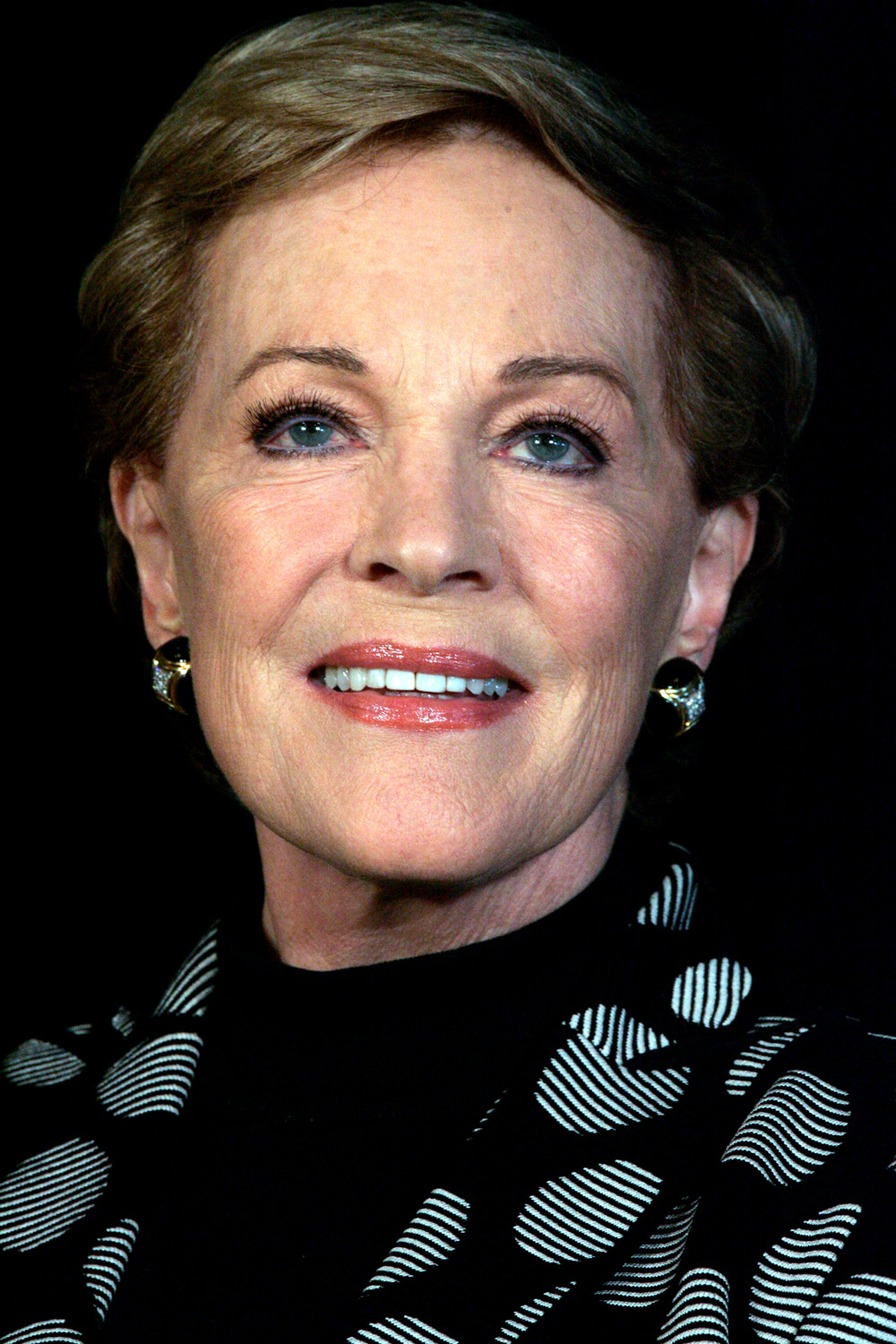
Julie Andrews dominou a categoria em 1965 com a personagem Mary Poppins, do filme homônimo de 1964.

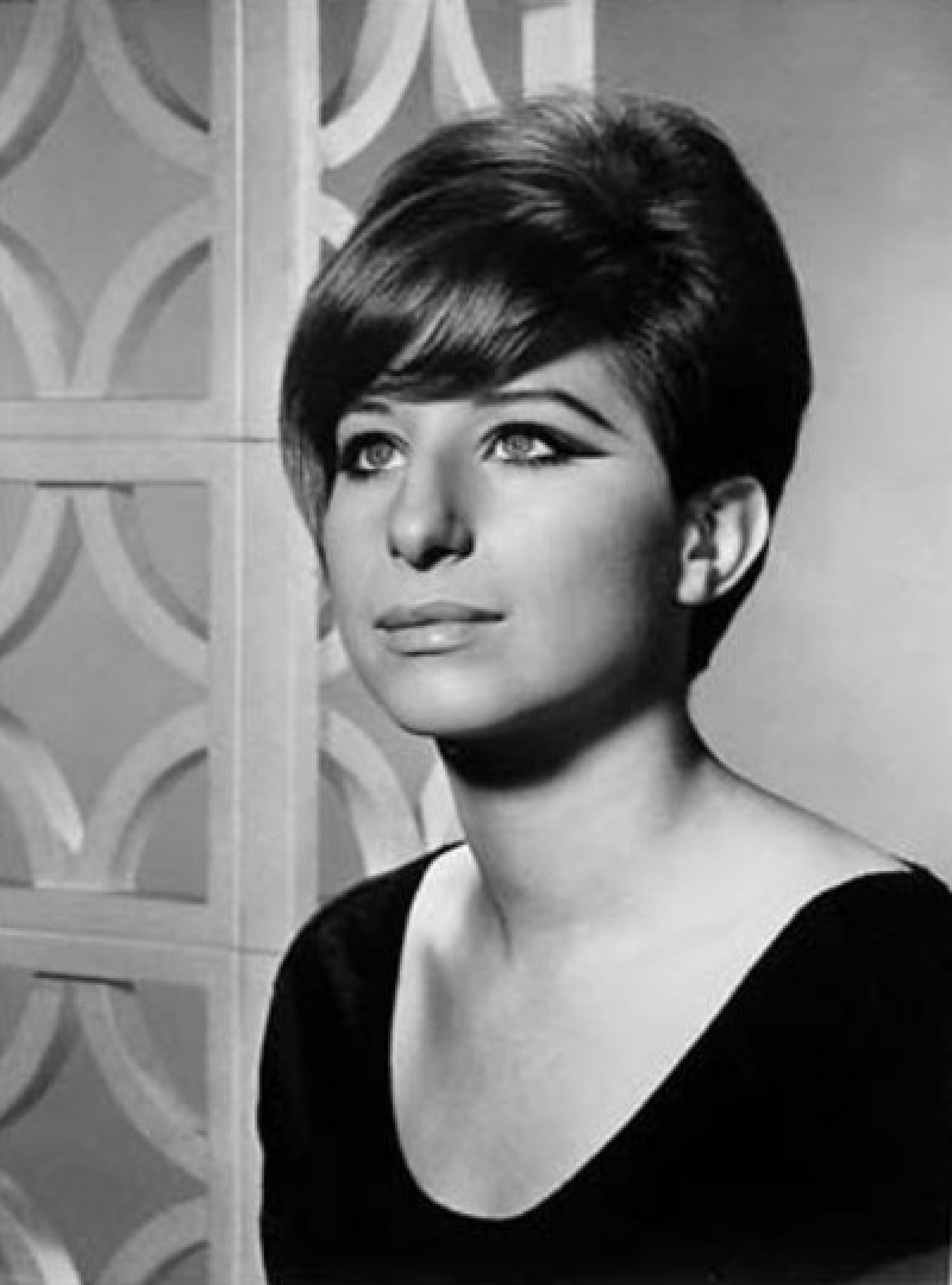
Barbra Streisand venceu pelo musical Funny Girl (1968).

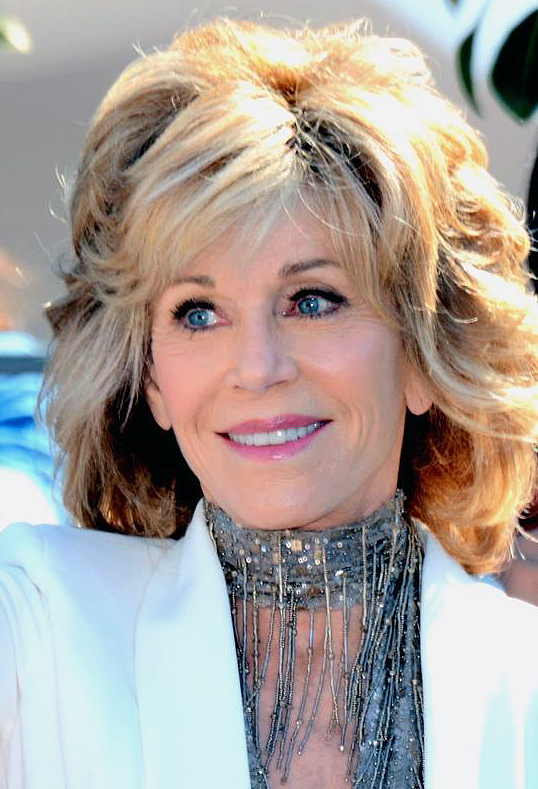
Jane Fonda conseguiu duas das seis indicações, por Klute (1971) e Coming Home (1978).

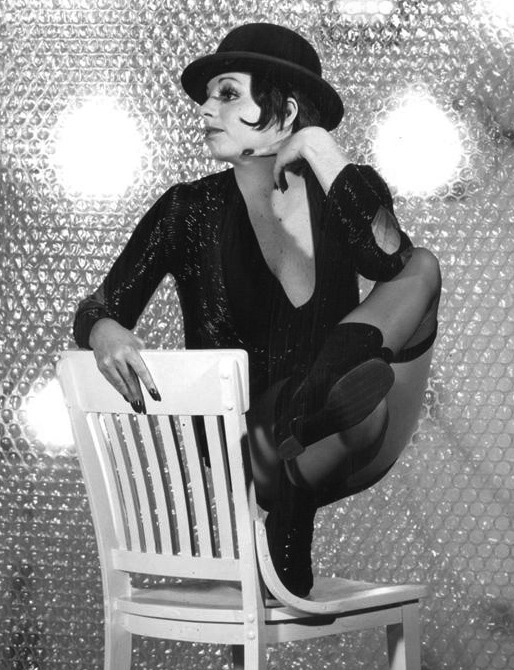
Liza Minnelli conquistou a estatueta por Cabaret (1972).

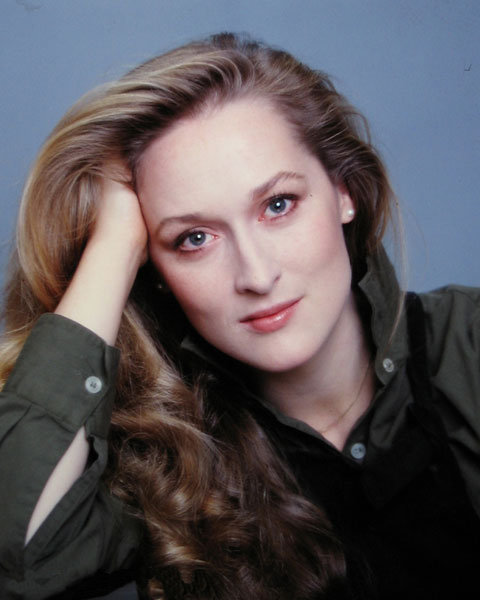
Meryl Streep é a atriz mais indicada na categoria, em dezessete ocasiões, vencendo por Sophie's Choice (1982) e The Iron Lady (2011).

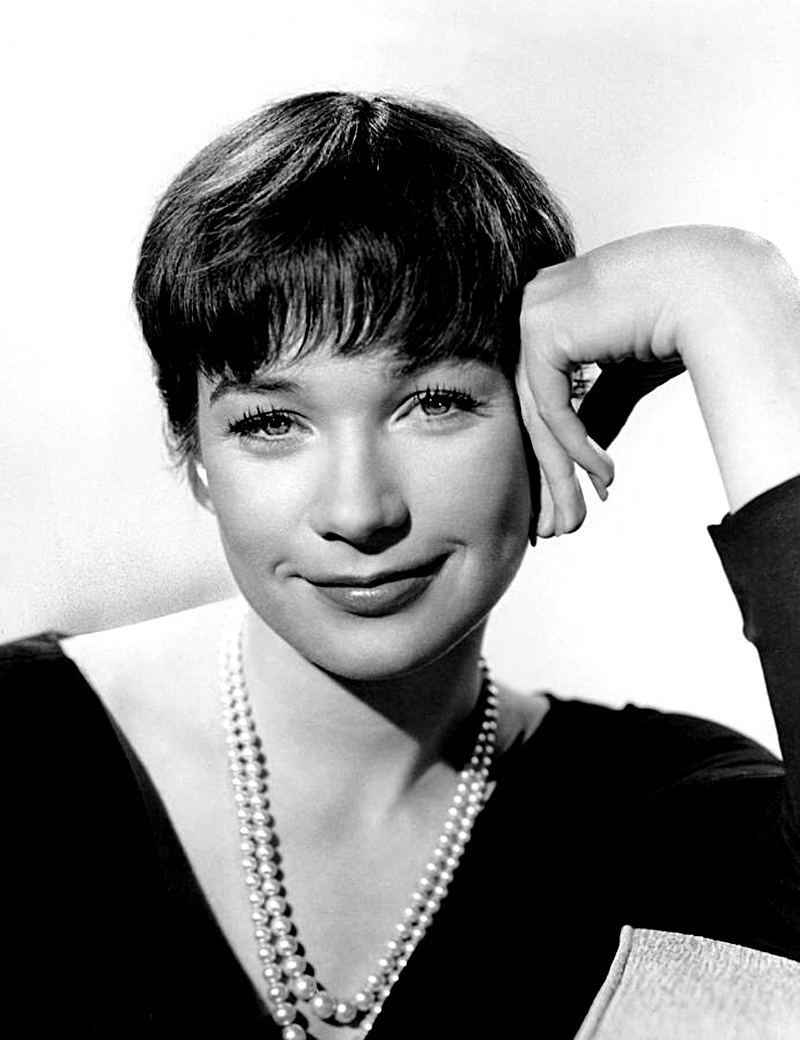
Shirley MacLaine foi indicada em cinco anos e venceu por Terms of Endearment (1983).

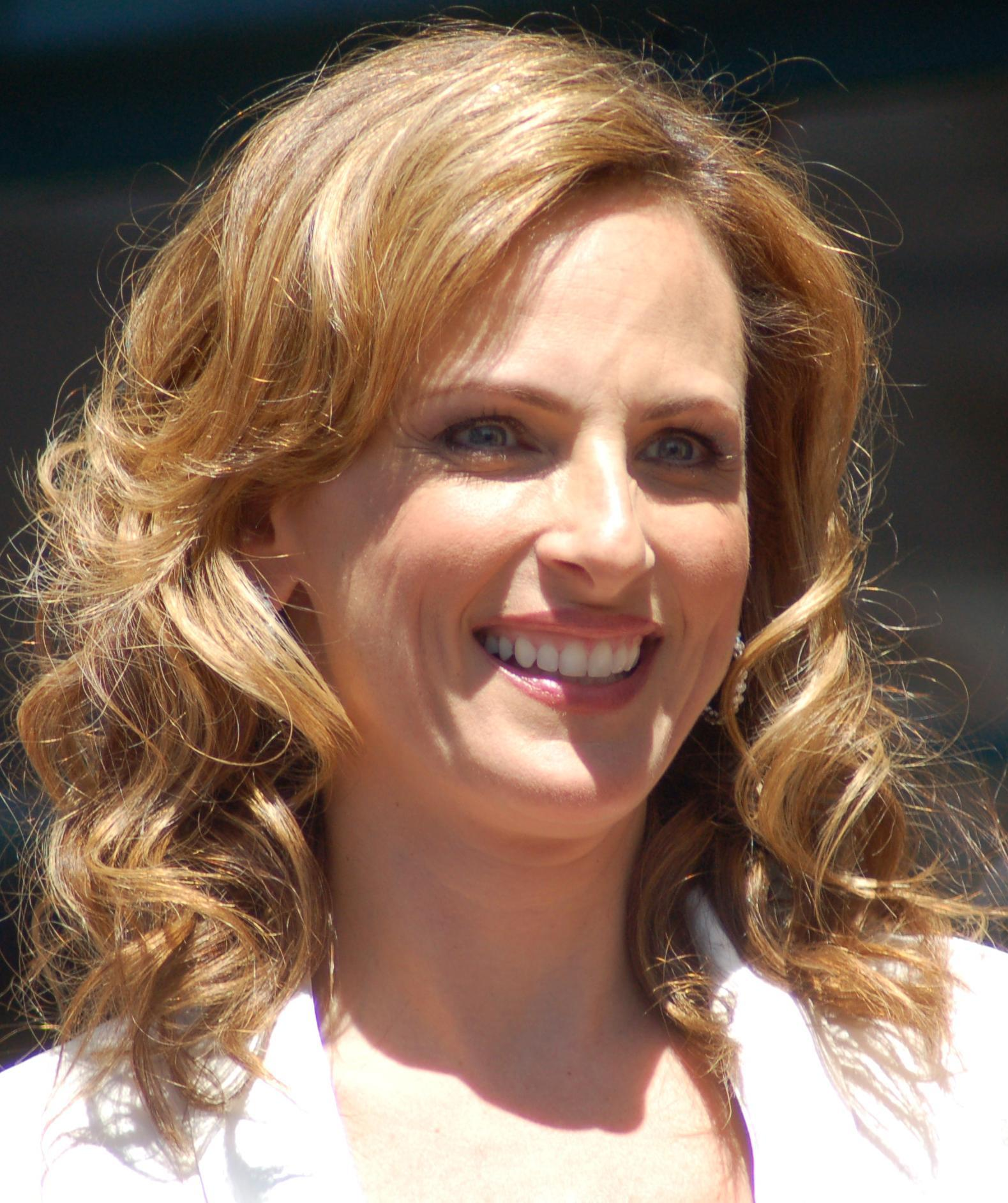
Marlee Matlin tornou-se a mais jovem vencedora na categoria de melhor atriz, por Children of a Lesser God (1986).

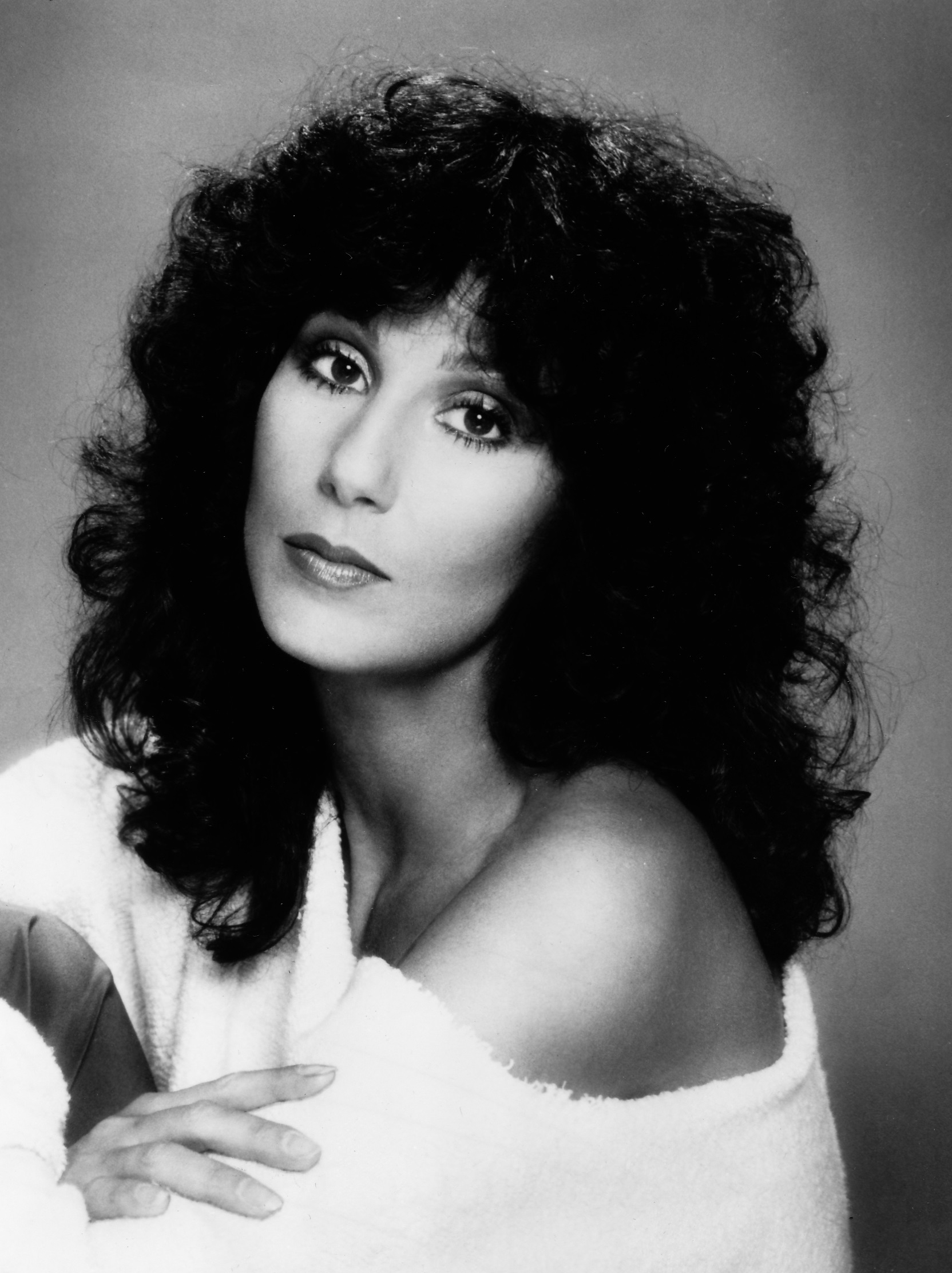
Cher venceu pelo desempenho em Moonstruck (1987).

### Década de 1920
| Ano        | Vencedores e Indicados | Personagem            | Filme                                                 | Ref.  |
| ---------- | ---------------------- | --------------------- | ----------------------------------------------------- | ----- |
| 1929 (1.ª) | Janet Gaynor           | Diane Angela A Esposa | 7th Heaven Street Angel Sunrise: A Song of Two Humans | [ 7 ] |
| 1929 (1.ª) | Louise Dresser         | Mrs. Pleznik          | A Ship Comes In                                       | [ 7 ] |
| 1929 (1.ª) | Gloria Swanson         | Sadie Thompson        | Sadie Thompson                                        | [ 7 ] |

### Década de 1930
| Ano         | Vencedores e Indicados | Personagem                              | Filme                          | Ref.   |
| ----------- | ---------------------- | --------------------------------------- | ------------------------------ | ------ |
| 1930 (2.ª)  | Mary Pickford          | Norma Besant                            | Coquette                       | [ 8 ]  |
| 1930 (2.ª)  | Ruth Chatterton        | Jacqueline Floriot                      | Madame X                       | [ 8 ]  |
| 1930 (2.ª)  | Betty Compson          | Carrie                                  | The Barker                     | [ 8 ]  |
| 1930 (2.ª)  | Jeanne Eagels          | Leslie Crosbie                          | The Letter                     | [ 8 ]  |
| 1930 (2.ª)  | Corinne Griffith       | Emma Hamilton                           | The Divine Lady                | [ 8 ]  |
| 1930 (2.ª)  | Bessie Love            | Hank Mahoney                            | The Broadway Melody            | [ 8 ]  |
| 1931 (3.ª)  | Norma Shearer          | Jerry Bernard Martin                    | The Divorcee                   | [ 10 ] |
| 1931 (3.ª)  | Nancy Carroll          | Hallie Hobart                           | The Devil's Holiday            | [ 10 ] |
| 1931 (3.ª)  | Ruth Chatterton        | Sarah Storm                             | Sarah and Son                  | [ 10 ] |
| 1931 (3.ª)  | Greta Garbo            | Anna Christie Madame Rita Cavallini     | Anna Christie Romance          | [ 10 ] |
| 1931 (3.ª)  | Norma Shearer          | Lucia Marlett                           | Their Own Desire               | [ 10 ] |
| 1931 (3.ª)  | Gloria Swanson         | Marion Donnell                          | The Trespasser                 | [ 10 ] |
| 1932 (4.ª)  | Marie Dressler         | Min Divot                               | Min and Bill                   | [ 11 ] |
| 1932 (4.ª)  | Marlene Dietrich       | Mademoiselle Amy Jolly                  | Morocco                        | [ 11 ] |
| 1932 (4.ª)  | Irene Dunne            | Sabra Cravat                            | Cimarron                       | [ 11 ] |
| 1932 (4.ª)  | Ann Harding            | Linda Seton                             | Holiday                        | [ 11 ] |
| 1932 (4.ª)  | Norma Shearer          | Jan Ashe                                | A Free Soul                    | [ 11 ] |
| 1933 (5.ª)  | Helen Hayes            | Madelon Claudet                         | The Sin of Madelon Claudet     | [ 12 ] |
| 1933 (5.ª)  | Marie Dressler         | Emma Thatcher Smith                     | Emma                           | [ 12 ] |
| 1933 (5.ª)  | Lynn Fontanne          | The Actress                             | The Guardsman                  | [ 12 ] |
| 1934 (6.ª)  | Katharine Hepburn      | Eva Lovelace                            | Morning Glory                  | [ 13 ] |
| 1934 (6.ª)  | May Robson             | Apple Annie                             | Lady for a Day                 | [ 13 ] |
| 1934 (6.ª)  | Diana Wynyard          | Jane Marryot                            | Cavalcade                      | [ 13 ] |
| 1935 (7.ª)  | Claudette Colbert      | Ellie Andrews                           | It Happened One Night          | [ 14 ] |
| 1935 (7.ª)  | Grace Moore            | Mary Barrett                            | One Night of Love              | [ 14 ] |
| 1935 (7.ª)  | Norma Shearer          | Elizabeth Barrett                       | The Barretts of Wimpole Street | [ 14 ] |
| 1935 (7.ª)  | Bette Davis            | Mildred Rogers                          | Of Human Bondage               | [ 14 ] |
| 1936 (8.ª)  | Bette Davis            | Joyce Heath                             | Dangerous                      | [ 19 ] |
| 1936 (8.ª)  | Elisabeth Bergner      | Gemma Jones                             | Escape Me Never                | [ 19 ] |
| 1936 (8.ª)  | Claudette Colbert      | Jane Everest                            | Private Worlds                 | [ 19 ] |
| 1936 (8.ª)  | Katharine Hepburn      | Alice Adams                             | Alice Adams                    | [ 19 ] |
| 1936 (8.ª)  | Miriam Hopkins         | Becky Sharp                             | Becky Sharp                    | [ 19 ] |
| 1936 (8.ª)  | Merle Oberon           | Kitty Vane                              | The Dark Angel                 | [ 19 ] |
| 1937 (9.ª)  | Luise Rainer           | Anna Held                               | The Great Ziegfeld             | [ 20 ] |
| 1937 (9.ª)  | Irene Dunne            | Theodora Lynn                           | Theodora Goes Wild             | [ 20 ] |
| 1937 (9.ª)  | Gladys George          | Carrie Snyder                           | Valiant Is the Word for Carrie | [ 20 ] |
| 1937 (9.ª)  | Carole Lombard         | Irene Bullock                           | My Man Godfrey                 | [ 20 ] |
| 1937 (9.ª)  | Norma Shearer          | Juliet Capulet                          | Romeo and Juliet               | [ 20 ] |
| 1938 (10.ª) | Luise Rainer           | O-Lan                                   | The Good Earth                 | [ 21 ] |
| 1938 (10.ª) | Irene Dunne            | Lucy Warriner                           | The Awful Truth                | [ 21 ] |
| 1938 (10.ª) | Greta Garbo            | Marguerite Gautier                      | Camille                        | [ 21 ] |
| 1938 (10.ª) | Janet Gaynor           | Esther Victoria Blodgett / Vicki Lester | A Star Is Born                 | [ 21 ] |
| 1938 (10.ª) | Barbara Stanwyck       | Stella Martin Dallas                    | Stella Dallas                  | [ 21 ] |
| 1939 (11.ª) | Bette Davis            | Julie Marsden                           | Jezebel                        | [ 22 ] |
| 1939 (11.ª) | Fay Bainter            | Hannah Parmalee                         | White Banners                  | [ 22 ] |
| 1939 (11.ª) | Wendy Hiller           | Eliza Doolittle                         | Pygmalion                      | [ 22 ] |
| 1939 (11.ª) | Norma Shearer          | Rainha Maria Antonieta                  | Marie Antoinette               | [ 22 ] |
| 1939 (11.ª) | Margaret Sullavan      | Patricia "Pat" Hollmann                 | Three Comrades                 | [ 22 ] |

### Década de 1940
| Ano         | Vencedores e Indicados | Personagem                         | Filme                          | Ref.   |
| ----------- | ---------------------- | ---------------------------------- | ------------------------------ | ------ |
| 1940 (12.ª) | Vivien Leigh           | Scarlett O'Hara                    | Gone with the Wind             | [ 23 ] |
| 1940 (12.ª) | Bette Davis            | Judith Traherne                    | Dark Victory                   | [ 23 ] |
| 1940 (12.ª) | Irene Dunne            | Terry McKay                        | Love Affair                    | [ 23 ] |
| 1940 (12.ª) | Greta Garbo            | Nina Yakushova "Ninotchka" Ivanoff | Ninotchka                      | [ 23 ] |
| 1940 (12.ª) | Greer Garson           | Katherine Bridges                  | Goodbye, Mr. Chips             | [ 23 ] |
| 1941 (13.ª) | Ginger Rogers          | Kitty Foyle                        | Kitty Foyle                    | [ 24 ] |
| 1941 (13.ª) | Bette Davis            | Leslie Crosbie                     | The Letter                     | [ 24 ] |
| 1941 (13.ª) | Joan Fontaine          | The Second Mrs. de Winter          | Rebecca                        | [ 24 ] |
| 1941 (13.ª) | Katharine Hepburn      | Tracy Lord                         | The Philadelphia Story         | [ 24 ] |
| 1941 (13.ª) | Martha Scott           | Emily Webb                         | Our Town                       | [ 24 ] |
| 1942 (14.ª) | Joan Fontaine          | Lina McLaidlaw Aysgarth            | Suspicion                      | [ 25 ] |
| 1942 (14.ª) | Bette Davis            | Regina Giddens                     | The Little Foxes               | [ 25 ] |
| 1942 (14.ª) | Olivia de Havilland    | Emmy Brown                         | Hold Back the Dawn             | [ 25 ] |
| 1942 (14.ª) | Greer Garson           | Edna Gladney                       | Blossoms in the Dust           | [ 25 ] |
| 1942 (14.ª) | Barbara Stanwyck       | Katherine "Sugarpuss" O'Shea       | Ball of Fire                   | [ 25 ] |
| 1943 (15.ª) | Greer Garson           | Kay Miniver                        | Mrs. Miniver                   | [ 26 ] |
| 1943 (15.ª) | Bette Davis            | Charlotte Vale                     | Now, Voyager                   | [ 26 ] |
| 1943 (15.ª) | Katharine Hepburn      | Tess Harding                       | Woman of the Year              | [ 26 ] |
| 1943 (15.ª) | Rosalind Russell       | Ruth Sherwood                      | My Sister Eileen               | [ 26 ] |
| 1943 (15.ª) | Teresa Wright          | Eleanor Twitchell Gehrig           | The Pride of the Yankees       | [ 26 ] |
| 1944 (16.ª) | Jennifer Jones         | Bernadette Soubirous               | The Song of Bernadette         | [ 27 ] |
| 1944 (16.ª) | Jean Arthur            | Constance "Connie" Milligan        | The More the Merrier           | [ 27 ] |
| 1944 (16.ª) | Ingrid Bergman         | María                              | For Whom the Bell Tolls        | [ 27 ] |
| 1944 (16.ª) | Joan Fontaine          | Tessa Sanger                       | The Constant Nymph             | [ 27 ] |
| 1944 (16.ª) | Greer Garson           | Marie Curie                        | Madame Curie                   | [ 27 ] |
| 1945 (17.ª) | Ingrid Bergman         | Paula Alquist Anton                | Gaslight                       | [ 28 ] |
| 1945 (17.ª) | Claudette Colbert      | Anne Hilton                        | Since You Went Away            | [ 28 ] |
| 1945 (17.ª) | Bette Davis            | Fanny Trellis                      | Mr. Skeffington                | [ 28 ] |
| 1945 (17.ª) | Greer Garson           | Susie "Sparrow" Parkington         | Mrs. Parkington                | [ 28 ] |
| 1945 (17.ª) | Barbara Stanwyck       | Phyllis Dietrichson                | Double Indemnity               | [ 28 ] |
| 1946 (18.ª) | Joan Crawford          | Mildred Pierce Beragon             | Mildred Pierce                 | [ 29 ] |
| 1946 (18.ª) | Ingrid Bergman         | Mary Benedict                      | The Bells of St. Mary's        | [ 29 ] |
| 1946 (18.ª) | Greer Garson           | Mary Rafferty                      | The Valley of Decision         | [ 29 ] |
| 1946 (18.ª) | Jennifer Jones         | Singleton                          | Love Letters                   | [ 29 ] |
| 1946 (18.ª) | Gene Tierney           | Ellen Berent Harland               | Leave Her to Heaven            | [ 29 ] |
| 1947 (19.ª) | Olivia de Havilland    | Josephine "Jody" Norris            | To Each His Own                | [ 30 ] |
| 1947 (19.ª) | Celia Johnson          | Laura Jesson                       | Brief Encounter                | [ 30 ] |
| 1947 (19.ª) | Jennifer Jones         | Pearl Chavez                       | Duel in the Sun                | [ 30 ] |
| 1947 (19.ª) | Rosalind Russell       | Elizabeth Kenny                    | Sister Kenny                   | [ 30 ] |
| 1947 (19.ª) | Jane Wyman             | Orry Baxter                        | The Yearling                   | [ 30 ] |
| 1948 (20.ª) | Loretta Young          | Katie Holstrom                     | The Farmer's Daughter          | [ 31 ] |
| 1948 (20.ª) | Joan Crawford          | Louise Howell                      | Possessed                      | [ 31 ] |
| 1948 (20.ª) | Susan Hayward          | Angelica Evans Conway              | Smash-Up, the Story of a Woman | [ 31 ] |
| 1948 (20.ª) | Dorothy McGuire        | Kathy Lacy                         | Gentleman's Agreement          | [ 31 ] |
| 1948 (20.ª) | Rosalind Russell       | Lavinia Mannon                     | Mourning Becomes Electra       | [ 31 ] |
| 1949 (21.ª) | Jane Wyman             | Belinda McDonald                   | Johnny Belinda                 | [ 32 ] |
| 1949 (21.ª) | Ingrid Bergman         | Joan of Arc                        | Joan of Arc                    | [ 32 ] |
| 1949 (21.ª) | Olivia de Havilland    | Virginia Stuart Cunningham         | The Snake Pit                  | [ 32 ] |
| 1949 (21.ª) | Irene Dunne            | Martha Hanson                      | I Remember Mama                | [ 32 ] |
| 1949 (21.ª) | Barbara Stanwyck       | Leona Stevenson                    | Sorry, Wrong Number            | [ 32 ] |

### Década de 1950
| Ano         | Vencedores e Indicados | Personagem                                   | Filme                           | Ref.   |
| ----------- | ---------------------- | -------------------------------------------- | ------------------------------- | ------ |
| 1950 (22.ª) | Olivia de Havilland    | Catherine Sloper                             | The Heiress                     | [ 33 ] |
| 1950 (22.ª) | Jeanne Crain           | Patricia "Pinky" Johnson                     | Pinky                           | [ 33 ] |
| 1950 (22.ª) | Susan Hayward          | Eloise Winters                               | My Foolish Heart                | [ 33 ] |
| 1950 (22.ª) | Deborah Kerr           | Evelyn Boult                                 | Edward, My Son                  | [ 33 ] |
| 1950 (22.ª) | Loretta Young          | Margaret                                     | Come to the Stable              | [ 33 ] |
| 1951 (23.ª) | Judy Holliday          | Emma "Billie" Dawn                           | Born Yesterday                  | [ 34 ] |
| 1951 (23.ª) | Anne Baxter            | Eve Harrington                               | All About Eve                   | [ 34 ] |
| 1951 (23.ª) | Bette Davis            | Margo Channing                               | All About Eve                   | [ 34 ] |
| 1951 (23.ª) | Eleanor Parker         | Marie Allen                                  | Caged                           | [ 34 ] |
| 1951 (23.ª) | Gloria Swanson         | Norma Desmond                                | Sunset Boulevard                | [ 34 ] |
| 1952 (24.ª) | Vivien Leigh           | Blanche DuBois                               | A Streetcar Named Desire        | [ 35 ] |
| 1952 (24.ª) | Katharine Hepburn      | Rose Sayer                                   | The African Queen               | [ 35 ] |
| 1952 (24.ª) | Eleanor Parker         | Mary McLeod                                  | Detective Story                 | [ 35 ] |
| 1952 (24.ª) | Shelley Winters        | Alice Tripp                                  | A Place in the Sun              | [ 35 ] |
| 1952 (24.ª) | Jane Wyman             | Louise Mason                                 | The Blue Veil                   | [ 35 ] |
| 1953 (25.ª) | Shirley Booth          | Lola Delaney                                 | Come Back, Little Sheba         | [ 36 ] |
| 1953 (25.ª) | Joan Crawford          | Myra Hudson                                  | Sudden Fear                     | [ 36 ] |
| 1953 (25.ª) | Bette Davis            | Margaret Elliot                              | The Star                        | [ 36 ] |
| 1953 (25.ª) | Julie Harris           | Frances "Frankie" Addams                     | The Member of the Wedding       | [ 36 ] |
| 1953 (25.ª) | Susan Hayward          | Jane Froman                                  | With a Song in My Heart         | [ 36 ] |
| 1954 (26.ª) | Audrey Hepburn         | Princesa Ann                                 | Roman Holiday                   | [ 37 ] |
| 1954 (26.ª) | Leslie Caron           | Lili Daurier                                 | Lili                            | [ 37 ] |
| 1954 (26.ª) | Ava Gardner            | Eloise "Honey Bear" Kelly                    | Mogambo                         | [ 37 ] |
| 1954 (26.ª) | Deborah Kerr           | Karen Holmes                                 | From Here to Eternity           | [ 37 ] |
| 1954 (26.ª) | Maggie McNamara        | Patty O'Neill                                | The Moon Is Blue                | [ 37 ] |
| 1955 (27.ª) | Grace Kelly            | Georgie Elgin                                | The Country Girl                | [ 38 ] |
| 1955 (27.ª) | Dorothy Dandridge      | Carmen Jones                                 | Carmen Jones                    | [ 38 ] |
| 1955 (27.ª) | Judy Garland           | Esther Victoria Blodgett / Vicki Lester      | A Star Is Born                  | [ 38 ] |
| 1955 (27.ª) | Audrey Hepburn         | Sabrina Fairchild                            | Sabrina                         | [ 38 ] |
| 1955 (27.ª) | Jane Wyman             | Helen Phillips                               | Magnificent Obsession           | [ 38 ] |
| 1956 (28.ª) | Anna Magnani           | Serafina Delle Rose                          | The Rose Tattoo                 | [ 39 ] |
| 1956 (28.ª) | Susan Hayward          | Lillian Roth                                 | I'll Cry Tomorrow               | [ 39 ] |
| 1956 (28.ª) | Katharine Hepburn      | Jane Hudson                                  | Summertime                      | [ 39 ] |
| 1956 (28.ª) | Jennifer Jones         | Han Suyin                                    | Love Is a Many-Splendored Thing | [ 39 ] |
| 1956 (28.ª) | Eleanor Parker         | Marjorie Lawrence                            | Interrupted Melody              | [ 39 ] |
| 1957 (29.ª) | Ingrid Bergman         | Anna Koreff / Anastásia Nikolaevna da Rússia | Anastasia                       | [ 40 ] |
| 1957 (29.ª) | Carroll Baker          | Baby Doll Meighan                            | Baby Doll                       | [ 40 ] |
| 1957 (29.ª) | Katharine Hepburn      | Lizzie Curry                                 | The Rainmaker                   | [ 40 ] |
| 1957 (29.ª) | Nancy Kelly            | Christine Penmark                            | The Bad Seed                    | [ 40 ] |
| 1957 (29.ª) | Deborah Kerr           | Anna Leonowens                               | The King and I                  | [ 40 ] |
| 1958 (30ª)  | Joanne Woodward        | Eve White / Eve Black / Jane                 | The Three Faces of Eve          | [ 41 ] |
| 1958 (30ª)  | Deborah Kerr           | Angela                                       | Heaven Knows, Mr. Allison       | [ 41 ] |
| 1958 (30ª)  | Anna Magnani           | Gioia                                        | Wild Is the Wind                | [ 41 ] |
| 1958 (30ª)  | Elizabeth Taylor       | Susanna Drake                                | Raintree County                 | [ 41 ] |
| 1958 (30ª)  | Lana Turner            | Constance MacKenzie                          | Peyton Place                    | [ 41 ] |
| 1959 (31.ª) | Susan Hayward          | Barbara Graham                               | I Want to Live!                 | [ 42 ] |
| 1959 (31.ª) | Deborah Kerr           | Sibyl Railton-Bell                           | Separate Tables                 | [ 42 ] |
| 1959 (31.ª) | Shirley MacLaine       | Ginnie Moorehead                             | Some Came Running               | [ 42 ] |
| 1959 (31.ª) | Rosalind Russell       | Mame Dennis                                  | Auntie Mame                     | [ 42 ] |
| 1959 (31.ª) | Elizabeth Taylor       | Margaret "Maggie the Cat" Pollitt            | Cat on a Hot Tin Roof           | [ 42 ] |

### Década de 1960
| Ano         | Vencedores e Indicados | Personagem                        | Filme                            | Ref.   |
| ----------- | ---------------------- | --------------------------------- | -------------------------------- | ------ |
| 1960 (32.ª) | Simone Signoret        | Alice Aisgill                     | Room at the Top                  | [ 43 ] |
| 1960 (32.ª) | Doris Day              | Jan Morrow                        | Pillow Talk                      | [ 43 ] |
| 1960 (32.ª) | Audrey Hepburn         | Gabrielle van der Mal             | The Nun's Story                  | [ 43 ] |
| 1960 (32.ª) | Katharine Hepburn      | Violet Venable                    | Suddenly, Last Summer            | [ 43 ] |
| 1960 (32.ª) | Elizabeth Taylor       | Catherine Holly                   | Suddenly, Last Summer            | [ 43 ] |
| 1961 (33.ª) | Elizabeth Taylor       | Gloria Wandrous                   | BUtterfield 8                    | [ 44 ] |
| 1961 (33.ª) | Greer Garson           | Eleanor Roosevelt                 | Sunrise at Campobello            | [ 44 ] |
| 1961 (33.ª) | Deborah Kerr           | Ida Carmody                       | The Sundowners                   | [ 44 ] |
| 1961 (33.ª) | Shirley MacLaine       | Fran Kubelik                      | The Apartment                    | [ 44 ] |
| 1961 (33.ª) | Melina Mercouri        | Ilya                              | Never on Sunday                  | [ 44 ] |
| 1962 (34.ª) | Sophia Loren           | Cesira                            | La ciociara                      | [ 45 ] |
| 1962 (34.ª) | Audrey Hepburn         | Holly Golightly / Lula Mae Barnes | Breakfast at Tiffany's           | [ 45 ] |
| 1962 (34.ª) | Piper Laurie           | Sarah Packard                     | The Hustler                      | [ 45 ] |
| 1962 (34.ª) | Geraldine Page         | Alma Winemiller                   | Summer and Smoke                 | [ 45 ] |
| 1962 (34.ª) | Natalie Wood           | Wilma Dean "Deanie" Loomis        | Splendor in the Grass            | [ 45 ] |
| 1963 (35.ª) | Anne Bancroft          | Anne Sullivan                     | The Miracle Worker               | [ 46 ] |
| 1963 (35.ª) | Bette Davis            | Baby Jane Hudson                  | What Ever Happened to Baby Jane? | [ 46 ] |
| 1963 (35.ª) | Katharine Hepburn      | Mary Cavan Tyrone                 | Long Day's Journey into Night    | [ 46 ] |
| 1963 (35.ª) | Geraldine Page         | Alexandra Del Lago                | Sweet Bird of Youth              | [ 46 ] |
| 1963 (35.ª) | Lee Remick             | Kirsten Arnesen Clay              | Days of Wine and Roses           | [ 46 ] |
| 1964 (36.ª) | Patricia Neal          | Alma Brown                        | Hud                              | [ 47 ] |
| 1964 (36.ª) | Leslie Caron           | Jane Fossett                      | The L-Shaped Room                | [ 47 ] |
| 1964 (36.ª) | Shirley MacLaine       | Irma La Douce                     | Irma la Douce                    | [ 47 ] |
| 1964 (36.ª) | Rachel Roberts         | Margaret Hammond                  | This Sporting Life               | [ 47 ] |
| 1964 (36.ª) | Natalie Wood           | Angie Rossini                     | Love with the Proper Stranger    | [ 47 ] |
| 1965 (37.ª) | Julie Andrews          | Mary Poppins                      | Mary Poppins                     | [ 48 ] |
| 1965 (37.ª) | Anne Bancroft          | Jo Armitage                       | The Pumpkin Eater                | [ 48 ] |
| 1965 (37.ª) | Sophia Loren           | Filumena Marturano                | Matrimonio all'italiana          | [ 48 ] |
| 1965 (37.ª) | Debbie Reynolds        | Margaret Brown                    | The Unsinkable Molly Brown       | [ 48 ] |
| 1965 (37.ª) | Kim Stanley            | Myra Savage                       | Séance on a Wet Afternoon        | [ 48 ] |
| 1966 (38.ª) | Julie Christie         | Diana Scott                       | Darling                          | [ 49 ] |
| 1966 (38.ª) | Julie Andrews          | Maria von Trapp                   | The Sound of Music               | [ 49 ] |
| 1966 (38.ª) | Samantha Eggar         | Miranda Grey                      | The Collector                    | [ 49 ] |
| 1966 (38.ª) | Elizabeth Hartman      | Selina D'Arcy                     | A Patch of Blue                  | [ 49 ] |
| 1966 (38.ª) | Simone Signoret        | La Contessa                       | Ship of Fools                    | [ 49 ] |
| 1967 (39.ª) | Elizabeth Taylor       | Martha                            | Who's Afraid of Virginia Woolf?  | [ 50 ] |

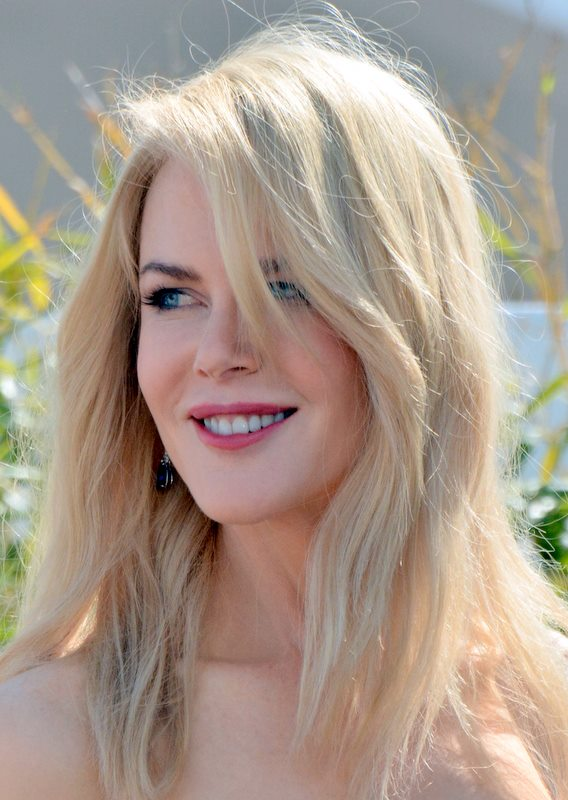
Nicole Kidman, por interpretar Virginia Woolf, venceu por The Hours.

| 1967 (39.ª) | Anouk Aimée            | Anne Gauthier                     | Un homme et une femme            | [ 50 ] |
| 1967 (39.ª) | Ida Kamińska           | Rozalie Lautmann                  | Obchod na korze                  | [ 50 ] |
| 1967 (39.ª) | Lynn Redgrave          | Georgina "Georgy" Parkin          | Georgy Girl                      | [ 50 ] |
| 1967 (39.ª) | Vanessa Redgrave       | Leonie Delt                       | Morgan!                          | [ 50 ] |
| 1968 (40.ª) | Katharine Hepburn      | Christina Drayton                 | Guess Who's Coming to Dinner     | [ 51 ] |
| 1968 (40.ª) | Anne Bancroft          | Mrs. Robinson                     | The Graduate                     | [ 51 ] |
| 1968 (40.ª) | Faye Dunaway           | Bonnie Parker                     | Bonnie and Clyde                 | [ 51 ] |
| 1968 (40.ª) | Edith Evans            | Maggie Ross                       | The Whisperers                   | [ 51 ] |
| 1968 (40.ª) | Audrey Hepburn         | Susy Hendrix                      | Wait Until Dark                  | [ 51 ] |
| 1969 (41.ª) | Katharine Hepburn      | Rainha Leonor da Aquitânia        | The Lion in Winter               | [ 53 ] |
| 1969 (41.ª) | Barbra Streisand       | Fanny Brice                       | Funny Girl                       | [ 53 ] |
| 1969 (41.ª) | Patricia Neal          | Nettie Cleary                     | The Subject Was Roses            | [ 53 ] |
| 1969 (41.ª) | Vanessa Redgrave       | Isadora Duncan                    | Isadora                          | [ 53 ] |
| 1969 (41.ª) | Joanne Woodward        | Rachel Cameron                    | Rachel, Rachel                   | [ 53 ] |

### Década de 1970
| Ano         | Vencedores e Indicados   | Personagem                      | Filme                           | Ref.   |
| ----------- | ------------------------ | ------------------------------- | ------------------------------- | ------ |
| 1970 (42.ª) | Maggie Smith             | Jean Brodie                     | The Prime of Miss Jean Brodie   | [ 54 ] |
| 1970 (42.ª) | Geneviève Bujold         | Rainha Ana Bolena               | Anne of the Thousand Days       | [ 54 ] |
| 1970 (42.ª) | Jane Fonda               | Gloria Beatty                   | They Shoot Horses, Don't They?  | [ 54 ] |
| 1970 (42.ª) | Liza Minnelli            | Mary Ann "Pookie" Adams         | The Sterile Cuckoo              | [ 54 ] |
| 1970 (42.ª) | Jean Simmons             | Mary Wilson                     | The Happy Ending                | [ 54 ] |
| 1971 (43.ª) | Glenda Jackson           | Gudrun Brangwen                 | Women in Love                   | [ 55 ] |
| 1971 (43.ª) | Jane Alexander           | Eleanor Backman                 | The Great White Hope            | [ 55 ] |
| 1971 (43.ª) | Ali MacGraw              | Jennifer Cavalleri-Barrett      | Love Story                      | [ 55 ] |
| 1971 (43.ª) | Sarah Miles              | Rosy Ryan                       | Ryan's Daughter                 | [ 55 ] |
| 1971 (43.ª) | Carrie Snodgress         | Bettina "Tina" Balser           | Diary of a Mad Housewife        | [ 55 ] |
| 1972 (44.ª) | Jane Fonda               | Bree Daniels                    | Klute                           | [ 56 ] |
| 1972 (44.ª) | Julie Christie           | Constance Miller                | McCabe & Mrs. Miller            | [ 56 ] |
| 1972 (44.ª) | Glenda Jackson           | Alex Greville                   | Sunday Bloody Sunday            | [ 56 ] |
| 1972 (44.ª) | Vanessa Redgrave         | Mary, Queen of Scots            | Mary, Queen of Scots            | [ 56 ] |
| 1972 (44.ª) | Janet Suzman             | Imperatriz Alexandra Feodorovna | Nicholas and Alexandra          | [ 56 ] |
| 1973 (45.ª) | Liza Minnelli            | Sally Bowles                    | Cabaret                         | [ 57 ] |
| 1973 (45.ª) | Diana Ross               | Billie Holiday                  | Lady Sings the Blues            | [ 57 ] |
| 1973 (45.ª) | Maggie Smith             | Augusta Bertram                 | Travels with My Aunt            | [ 57 ] |
| 1973 (45.ª) | Cicely Tyson             | Rebecca Morgan                  | Sounder                         | [ 57 ] |
| 1973 (45.ª) | Liv Ullmann              | Kristina Nilsson                | Utvandrarna                     | [ 57 ] |
| 1974 (46.ª) | Glenda Jackson           | Vickie Allessio                 | A Touch of Class                | [ 58 ] |
| 1974 (46.ª) | Ellen Burstyn            | Chris MacNeil                   | The Exorcist                    | [ 58 ] |
| 1974 (46.ª) | Marsha Mason             | Maggie Paul                     | Cinderella Liberty              | [ 58 ] |
| 1974 (46.ª) | Barbra Streisand         | Katie Morosky                   | The Way We Were                 | [ 58 ] |
| 1974 (46.ª) | Joanne Woodward          | Rita Walden                     | Summer Wishes, Winter Dreams    | [ 58 ] |
| 1975 (47.ª) | Ellen Burstyn            | Alice Graham-Hyatt              | Alice Doesn't Live Here Anymore | [ 59 ] |
| 1975 (47.ª) | Diahann Carroll          | Claudine Price                  | Claudine                        | [ 59 ] |
| 1975 (47.ª) | Faye Dunaway             | Evelyn Cross Mulwray            | Chinatown                       | [ 59 ] |
| 1975 (47.ª) | Valerie Perrine          | Harriett Jolliff / Honey Bruce  | Lenny                           | [ 59 ] |
| 1975 (47.ª) | Gena Rowlands            | Mabel Longhetti                 | A Woman Under the Influence     | [ 59 ] |
| 1976 (48.ª) | Louise Fletcher          | Enfermeira Mildred Ratched      | One Flew Over the Cuckoo's Nest | [ 60 ] |
| 1976 (48.ª) | Isabelle Adjani          | Adèle Hugo / Adèle Lewly        | L'histoire d'Adèle H.           | [ 60 ] |
| 1976 (48.ª) | Ann-Margret              | Nora Walker                     | Tommy                           | [ 60 ] |
| 1976 (48.ª) | Glenda Jackson           | Hedda Gabler-Tesman             | Hedda                           | [ 60 ] |
| 1976 (48.ª) | Carol Kane               | Gitl                            | Hester Street                   | [ 60 ] |
| 1977 (49.ª) | Faye Dunaway             | Diana Christensen               | Network                         | [ 61 ] |
| 1977 (49.ª) | Marie-Christine Barrault | Marthe                          | Cousin, Cousine                 | [ 61 ] |
| 1977 (49.ª) | Talia Shire              | Adrian Pennino                  | Rocky                           | [ 61 ] |
| 1977 (49.ª) | Sissy Spacek             | Carrie White                    | Carrie                          | [ 61 ] |
| 1977 (49.ª) | Liv Ullmann              | Jenny Isaksson                  | Ansikte mot ansikte             | [ 61 ] |
| 1978 (50.ª) | Diane Keaton             | Annie Hall                      | Annie Hall                      | [ 62 ] |
| 1978 (50.ª) | Anne Bancroft            | Emma Jacklin                    | The Turning Point               | [ 62 ] |
| 1978 (50.ª) | Shirley MacLaine         | Deedee Rodgers                  | The Turning Point               | [ 62 ] |
| 1978 (50.ª) | Jane Fonda               | Lillian Hellman                 | Julia                           | [ 62 ] |
| 1978 (50.ª) | Marsha Mason             | Paula McFadden                  | The Goodbye Girl                | [ 62 ] |
| 1979 (51.ª) | Jane Fonda               | Sally Hyde                      | Coming Home                     | [ 63 ] |
| 1979 (51.ª) | Ingrid Bergman           | Charlotte Andergast             | Höstsonaten                     | [ 63 ] |
| 1979 (51.ª) | Ellen Burstyn            | Doris                           | Same Time, Next Year            | [ 63 ] |
| 1979 (51.ª) | Jill Clayburgh           | Erica Benton                    | An Unmarried Woman              | [ 63 ] |
| 1979 (51.ª) | Geraldine Page           | Eve                             | Interiors                       | [ 63 ] |

### Década de 1980
| Ano         | Vencedores e Indicados | Personagem                          | Filme                         | Ref.   |
| ----------- | ---------------------- | ----------------------------------- | ----------------------------- | ------ |
| 1980 (52.ª) | Sally Field            | Norma Rae Webster                   | Norma Rae                     | [ 64 ] |
| 1980 (52.ª) | Jill Clayburgh         | Marilyn Holmberg                    | Starting Over                 | [ 64 ] |
| 1980 (52.ª) | Jane Fonda             | Kimberly Wells                      | The China Syndrome            | [ 64 ] |
| 1980 (52.ª) | Marsha Mason           | Jennie MacLaine                     | Chapter Two                   | [ 64 ] |
| 1980 (52.ª) | Bette Midler           | Mary Rose Foster                    | The Rose                      | [ 64 ] |
| 1981 (53.ª) | Sissy Spacek           | Loretta Lynn                        | Coal Miner's Daughter         | [ 65 ] |
| 1981 (53.ª) | Ellen Burstyn          | Edna Mae Harper-McCauley            | Resurrection                  | [ 65 ] |
| 1981 (53.ª) | Goldie Hawn            | Judy Benjamin                       | Private Benjamin              | [ 65 ] |
| 1981 (53.ª) | Mary Tyler Moore       | Beth Jarrett                        | Ordinary People               | [ 65 ] |
| 1981 (53.ª) | Gena Rowlands          | Gloria Swenson                      | Gloria                        | [ 65 ] |
| 1982 (54.ª) | Katharine Hepburn      | Ethel Thayer                        | On Golden Pond                | [ 66 ] |
| 1982 (54.ª) | Diane Keaton           | Louise Bryant                       | Reds                          | [ 66 ] |
| 1982 (54.ª) | Marsha Mason           | Georgia Hines                       | Only When I Laugh             | [ 66 ] |
| 1982 (54.ª) | Susan Sarandon         | Sally Matthews                      | Atlantic City                 | [ 66 ] |
| 1982 (54.ª) | Meryl Streep           | Anna / Sara Woodruff                | The French Lieutenant's Woman | [ 66 ] |
| 1983 (55.ª) | Meryl Streep           | Sophie Zawistowski                  | Sophie's Choice               | [ 67 ] |
| 1983 (55.ª) | Julie Andrews          | Victor Grazinski / Victoria Grant   | Victor/Victoria               | [ 67 ] |
| 1983 (55.ª) | Jessica Lange          | Frances Farmer                      | Frances                       | [ 67 ] |
| 1983 (55.ª) | Sissy Spacek           | Beth Horman                         | Missing                       | [ 67 ] |
| 1983 (55.ª) | Debra Winger           | Paula Pokrifki                      | An Officer and a Gentleman    | [ 67 ] |
| 1984 (56.ª) | Shirley MacLaine       | Aurora Greenway                     | Terms of Endearment           | [ 68 ] |
| 1984 (56.ª) | Jane Alexander         | Carol Wetherly                      | Testament                     | [ 68 ] |
| 1984 (56.ª) | Meryl Streep           | Karen Silkwood                      | Silkwood                      | [ 68 ] |
| 1984 (56.ª) | Julie Walters          | Susan White / Rita                  | Educating Rita                | [ 68 ] |
| 1984 (56.ª) | Debra Winger           | Emma Greenway Horton                | Terms of Endearment           | [ 68 ] |
| 1985 (57.ª) | Sally Field            | Edna Spalding                       | Places in the Heart           | [ 69 ] |
| 1985 (57.ª) | Judy Davis             | Adela Quested                       | A Passage to India            | [ 69 ] |
| 1985 (57.ª) | Jessica Lange          | Jewell Ivy                          | Country                       | [ 69 ] |
| 1985 (57.ª) | Vanessa Redgrave       | Olive Chancellor                    | The Bostonians                | [ 69 ] |
| 1985 (57.ª) | Sissy Spacek           | Mae Garvey                          | The River                     | [ 69 ] |
| 1986 (58.ª) | Geraldine Page         | Carrie Watts                        | The Trip to Bountiful         | [ 70 ] |
| 1986 (58.ª) | Anne Bancroft          | Miriam Ruth / Anna Maria Burchetti  | Agnes of God                  | [ 70 ] |
| 1986 (58.ª) | Whoopi Goldberg        | Celie Harris-Johnson                | The Color Purple              | [ 70 ] |
| 1986 (58.ª) | Jessica Lange          | Patsy Cline                         | Sweet Dreams                  | [ 70 ] |
| 1986 (58.ª) | Meryl Streep           | Karen Blixen                        | Out of Africa                 | [ 70 ] |
| 1987 (59.ª) | Marlee Matlin          | Sarah Norman                        | Children of a Lesser God      | [ 71 ] |
| 1987 (59.ª) | Jane Fonda             | Alex Sternbergen / Viveca Van Loren | The Morning After             | [ 71 ] |
| 1987 (59.ª) | Sissy Spacek           | Babe Botrelle / Rebecca MaGrath     | Crimes of the Heart           | [ 71 ] |
| 1987 (59.ª) | Kathleen Turner        | Peggy Sue Kelcher-Bodell            | Peggy Sue Got Married         | [ 71 ] |
| 1987 (59.ª) | Sigourney Weaver       | Ellen Ripley                        | Aliens                        | [ 71 ] |
| 1988 (60.ª) | Cher                   | Loretta Castorini                   | Moonstruck                    | [ 72 ] |
| 1988 (60.ª) | Glenn Close            | Alex Forrest                        | Fatal Attraction              | [ 72 ] |
| 1988 (60.ª) | Holly Hunter           | Jane Craig                          | Broadcast News                | [ 72 ] |
| 1988 (60.ª) | Sally Kirkland         | Anna                                | Anna                          | [ 72 ] |
| 1988 (60.ª) | Meryl Streep           | Helen Archer                        | Ironweed                      | [ 72 ] |
| 1989 (61.ª) | Jodie Foster           | Sarah Tobias                        | The Accused                   | [ 73 ] |
| 1989 (61.ª) | Glenn Close            | Marquise Isabelle de Merteuil       | Dangerous Liaisons            | [ 73 ] |
| 1989 (61.ª) | Melanie Griffith       | Tess McGill                         | Working Girl                  | [ 73 ] |
| 1989 (61.ª) | Meryl Streep           | Lindy Chamberlain                   | A Cry in the Dark             | [ 73 ] |
| 1989 (61.ª) | Sigourney Weaver       | Dian Fossey                         | Gorillas in the Mist          | [ 73 ] |

### Década de 1990
| Ano         | Vencedores e Indicados | Personagem                     | Filme                         | Ref.   |
| ----------- | ---------------------- | ------------------------------ | ----------------------------- | ------ |
| 1990 (62.ª) | Jessica Tandy          | Daisy Werthan                  | Driving Miss Daisy            | [ 74 ] |
| 1990 (62.ª) | Isabelle Adjani        | Camille Claudel                | Camille Claudel               | [ 74 ] |
| 1990 (62.ª) | Pauline Collins        | Shirley Valentine-Bradshaw     | Shirley Valentine             | [ 74 ] |
| 1990 (62.ª) | Jessica Lange          | Ann Talbot                     | Music Box                     | [ 74 ] |
| 1990 (62.ª) | Michelle Pfeiffer      | Susie Diamond                  | The Fabulous Baker Boys       | [ 74 ] |
| 1991 (63.ª) | Kathy Bates            | Annie Wilkes                   | Misery                        | [ 75 ] |
| 1991 (63.ª) | Anjelica Huston        | Lilly Dillon                   | The Grifters                  | [ 75 ] |
| 1991 (63.ª) | Julia Roberts          | Vivian Ward                    | Pretty Woman                  | [ 75 ] |
| 1991 (63.ª) | Meryl Streep           | Suzanne Vale                   | Postcards from the Edge       | [ 75 ] |
| 1991 (63.ª) | Joanne Woodward        | India Bridge                   | Mr. & Mrs. Bridge             | [ 75 ] |
| 1992 (64.ª) | Jodie Foster           | Agente Clarice Starling        | The Silence of the Lambs      | [ 76 ] |
| 1992 (64.ª) | Laura Dern             | Rose                           | Rambling Rose                 | [ 76 ] |
| 1992 (64.ª) | Bette Midler           | Dixie Leonard                  | For the Boys                  | [ 76 ] |
| 1992 (64.ª) | Geena Davis            | Thelma Dickinson               | Thelma & Louise               | [ 76 ] |
| 1992 (64.ª) | Susan Sarandon         | Louise Sawyer                  | Thelma & Louise               | [ 76 ] |
| 1993 (65.ª) | Emma Thompson          | Margaret Schlegel              | Howards End                   | [ 77 ] |
| 1993 (65.ª) | Catherine Deneuve      | Eliane Devries                 | Indochine                     | [ 77 ] |
| 1993 (65.ª) | Mary McDonnell         | May-Alice Culhane              | Passion Fish                  | [ 77 ] |
| 1993 (65.ª) | Michelle Pfeiffer      | Louise Irene "Lurene" Hallett  | Love Field                    | [ 77 ] |
| 1993 (65.ª) | Susan Sarandon         | Michaela Murphy Odone          | Lorenzo's Oil                 | [ 77 ] |
| 1994 (66.ª) | Holly Hunter           | Ada McGrath                    | The Piano                     | [ 78 ] |
| 1994 (66.ª) | Angela Bassett         | Anna Mae Bullock / Tina Turner | What's Love Got to Do with It | [ 78 ] |
| 1994 (66.ª) | Stockard Channing      | Louisa "Ouisa" Kittredge       | Six Degrees of Separation     | [ 78 ] |
| 1994 (66.ª) | Emma Thompson          | Sarah "Sally" Kenton           | The Remains of the Day        | [ 78 ] |
| 1994 (66.ª) | Debra Winger           | Joy Davidman                   | Shadowlands                   | [ 78 ] |
| 1995 (67.ª) | Jessica Lange          | Carly Marshall                 | Blue Sky                      | [ 79 ] |
| 1995 (67.ª) | Jodie Foster           | Nell Kellty                    | Nell                          | [ 79 ] |
| 1995 (67.ª) | Miranda Richardson     | Vivienne Haigh-Wood            | Tom & Viv                     | [ 79 ] |
| 1995 (67.ª) | Winona Ryder           | Josephine "Jo" March           | Little Women                  | [ 79 ] |
| 1995 (67.ª) | Susan Sarandon         | Regina "Reggie" Love           | The Client                    | [ 79 ] |
| 1996 (68.ª) | Susan Sarandon         | Helen Prejean                  | Dead Man Walking              | [ 80 ] |
| 1996 (68.ª) | Elisabeth Shue         | Sera                           | Leaving Las Vegas             | [ 80 ] |
| 1996 (68.ª) | Sharon Stone           | Ginger McKenna                 | Casino                        | [ 80 ] |
| 1996 (68.ª) | Meryl Streep           | Francesca Johnson              | The Bridges of Madison County | [ 80 ] |
| 1996 (68.ª) | Emma Thompson          | Elinor Dashwood                | Sense and Sensibility         | [ 80 ] |
| 1997 (69.ª) | Frances McDormand      | Marge Gunderson                | Fargo                         | [ 81 ] |
| 1997 (69.ª) | Brenda Blethyn         | Cynthia Rose Purley            | Secrets & Lies                | [ 81 ] |
| 1997 (69.ª) | Diane Keaton           | Bessie Wakefield               | Marvin's Room                 | [ 81 ] |
| 1997 (69.ª) | Kristin Scott Thomas   | Katharine Clifton              | The English Patient           | [ 81 ] |
| 1997 (69.ª) | Emily Watson           | Bess McNeill                   | Breaking the Waves            | [ 81 ] |
| 1998 (70.ª) | Helen Hunt             | Carol Connelly                 | As Good as It Gets            | [ 82 ] |
| 1998 (70.ª) | Helena Bonham Carter   | Kate Croy                      | The Wings of the Dove         | [ 82 ] |
| 1998 (70.ª) | Julie Christie         | Phyllis Hart                   | Afterglow                     | [ 82 ] |
| 1998 (70.ª) | Judi Dench             | Rainha Vitória do Reino Unido  | Mrs Brown                     | [ 82 ] |
| 1998 (70.ª) | Kate Winslet           | Rose DeWitt Bukater            | Titanic                       | [ 82 ] |
| 1999 (71.ª) | Gwyneth Paltrow        | Viola de Lesseps / Thomas Kent | Shakespeare in Love           | [ 83 ] |
| 1999 (71.ª) | Cate Blanchett         | Rainha Isabel I da Inglaterra  | Elizabeth                     | [ 83 ] |
| 1999 (71.ª) | Fernanda Montenegro    | Isadora "Dora" Teixeira        | Central do Brasil             | [ 83 ] |
| 1999 (71.ª) | Meryl Streep           | Kate Gulden                    | One True Thing                | [ 83 ] |
| 1999 (71.ª) | Emily Watson           | Jacqueline du Pré              | Hilary and Jackie             | [ 83 ] |

### Década de 2000
| Ano         | Vencedores e Indicados  | Personagem                      | Filme                                 | Ref.   |
| ----------- | ----------------------- | ------------------------------- | ------------------------------------- | ------ |
| 2000 (72.ª) | Hilary Swank            | Brandon Teena                   | Boys Don't Cry                        | [ 84 ] |
| 2000 (72.ª) | Annette Bening          | Carolyn Burnham                 | American Beauty                       | [ 84 ] |
| 2000 (72.ª) | Janet McTeer            | Mary Jo Walker                  | Tumbleweeds                           | [ 84 ] |
| 2000 (72.ª) | Julianne Moore          | Sarah Miles                     | The End of the Affair                 | [ 84 ] |
| 2000 (72.ª) | Meryl Streep            | Roberta Guaspari                | Music of the Heart                    | [ 84 ] |
| 2001 (73.ª) | Julia Roberts           | Erin Brockovich                 | Erin Brockovich                       | [ 85 ] |
| 2001 (73.ª) | Joan Allen              | Laine Hanson                    | The Contender                         | [ 85 ] |
| 2001 (73.ª) | Juliette Binoche        | Vianne Rocher                   | Chocolat                              | [ 85 ] |
| 2001 (73.ª) | Ellen Burstyn           | Sara Goldfarb                   | Requiem for a Dream                   | [ 85 ] |
| 2001 (73.ª) | Laura Linney            | Samantha "Sammy" Prescott       | You Can Count on Me                   | [ 85 ] |
| 2002 (74.ª) | Halle Berry             | Leticia Musgrove                | Monster's Ball                        | [ 86 ] |
| 2002 (74.ª) | Judi Dench              | Iris Murdoch                    | Iris                                  | [ 86 ] |
| 2002 (74.ª) | Nicole Kidman           | Satine                          | Moulin Rouge!                         | [ 86 ] |
| 2002 (74.ª) | Sissy Spacek            | Ruth Fowler                     | In the Bedroom                        | [ 86 ] |
| 2002 (74.ª) | Renée Zellweger         | Bridget Jones                   | Bridget Jones's Diary                 | [ 86 ] |
| 2003 (75.ª) | Nicole Kidman           | Virginia Woolf                  | The Hours                             | [ 87 ] |
| 2003 (75.ª) | Salma Hayek             | Frida Kahlo                     | Frida                                 | [ 87 ] |
| 2003 (75.ª) | Diane Lane              | Constance "Connie" Sumner       | Unfaithful                            | [ 87 ] |
| 2003 (75.ª) | Julianne Moore          | Cathy Whitaker                  | Far from Heaven                       | [ 87 ] |
| 2003 (75.ª) | Renée Zellweger         | Roxie Hart                      | Chicago                               | [ 87 ] |
| 2004 (76.ª) | Charlize Theron         | Aileen Wuornos                  | Monster                               | [ 88 ] |
| 2004 (76.ª) | Keisha Castle-Hughes    | Paikea Apirana                  | Whale Rider                           | [ 88 ] |
| 2004 (76.ª) | Diane Keaton            | Erica Jane Berry                | Something's Gotta Give                | [ 88 ] |
| 2004 (76.ª) | Samantha Morton         | Sarah Sullivan                  | In America                            | [ 88 ] |
| 2004 (76.ª) | Naomi Watts             | Cristina Williams-Peck          | 21 Grams                              | [ 88 ] |
| 2005 (77.ª) | Hilary Swank            | Maggie Fitzgerald               | Million Dollar Baby                   | [ 89 ] |
| 2005 (77.ª) | Annette Bening          | Julia Lambert                   | Being Julia                           | [ 89 ] |
| 2005 (77.ª) | Catalina Sandino Moreno | María Álvarez                   | María, llena eres de gracia           | [ 89 ] |
| 2005 (77.ª) | Imelda Staunton         | Vera Rose Drake                 | Vera Drake                            | [ 89 ] |
| 2005 (77.ª) | Kate Winslet            | Clementine Kruczynski           | Eternal Sunshine of the Spotless Mind | [ 89 ] |
| 2006 (78.ª) | Reese Witherspoon       | June Carter Cash                | Walk the Line                         | [ 90 ] |
| 2006 (78.ª) | Judi Dench              | Laura Forster-Henderson         | Mrs Henderson Presents                | [ 90 ] |
| 2006 (78.ª) | Felicity Huffman        | Sabrina "Bree" Osbourne         | Transamerica                          | [ 90 ] |
| 2006 (78.ª) | Keira Knightley         | Elizabeth Bennet                | Pride & Prejudice                     | [ 90 ] |
| 2006 (78.ª) | Charlize Theron         | Josey Aimes                     | North Country                         | [ 90 ] |
| 2007 (79.ª) | Helen Mirren            | Rainha Isabel II do Reino Unido | The Queen                             | [ 91 ] |
| 2007 (79.ª) | Penélope Cruz           | Raimunda                        | Volver                                | [ 91 ] |
| 2007 (79.ª) | Judi Dench              | Barbara Covett                  | Notes on a Scandal                    | [ 91 ] |
| 2007 (79.ª) | Meryl Streep            | Miranda Priestly                | The Devil Wears Prada                 | [ 91 ] |
| 2007 (79.ª) | Kate Winslet            | Sarah Pierce                    | Little Children                       | [ 91 ] |
| 2008 (80.ª) | Marion Cotillard        | Édith Piaf                      | La môme                               | [ 92 ] |
| 2008 (80.ª) | Cate Blanchett          | Rainha Isabel I da Inglaterra   | Elizabeth: The Golden Age             | [ 92 ] |
| 2008 (80.ª) | Julie Christie          | Fiona Anderson                  | Away from Her                         | [ 92 ] |
| 2008 (80.ª) | Laura Linney            | Wendy Savage                    | The Savages                           | [ 92 ] |
| 2008 (80.ª) | Elliot Page             | Juno MacGuff                    | Juno                                  | [ 92 ] |
| 2009 (81.ª) | Kate Winslet            | Hanna Schmitz                   | The Reader                            | [ 93 ] |
| 2009 (81.ª) | Anne Hathaway           | Kym Buchman                     | Rachel Getting Married                | [ 93 ] |
| 2009 (81.ª) | Angelina Jolie          | Christine Collins               | Changeling                            | [ 93 ] |
| 2009 (81.ª) | Melissa Leo             | Ray Eddy                        | Frozen River                          | [ 93 ] |
| 2009 (81.ª) | Meryl Streep            | Aloysius Beauvier               | Doubt                                 | [ 93 ] |

### Década de 2010
| Ano         | Vencedores e Indicados | Personagem                          | Filme                                     | Ref.    |
| ----------- | ---------------------- | ----------------------------------- | ----------------------------------------- | ------- |
| 2010 (82.ª) | Sandra Bullock         | Leigh Anne Tuohy                    | The Blind Side                            | [ 94 ]  |
| 2010 (82.ª) | Helen Mirren           | Sophia Tolstaya                     | The Last Station                          | [ 94 ]  |
| 2010 (82.ª) | Carey Mulligan         | Jenny Mellor                        | An Education                              | [ 94 ]  |
| 2010 (82.ª) | Gabourey Sidibe        | Claireece "Preciosa" Jones          | Precious                                  | [ 94 ]  |
| 2010 (82.ª) | Meryl Streep           | Julia Child                         | Julie & Julia                             | [ 94 ]  |
| 2011 (83.ª) | Natalie Portman        | Nina Sayers                         | Black Swan                                | [ 95 ]  |
| 2011 (83.ª) | Annette Bening         | Nicole Allgood                      | The Kids Are All Right                    | [ 95 ]  |
| 2011 (83.ª) | Nicole Kidman          | Becca Corbett                       | Rabbit Hole                               | [ 95 ]  |
| 2011 (83.ª) | Jennifer Lawrence      | Ree Dolly                           | Winter's Bone                             | [ 95 ]  |
| 2011 (83.ª) | Michelle Williams      | Cindy Heller                        | Blue Valentine                            | [ 95 ]  |
| 2012 (84.ª) | Meryl Streep           | Primeira-Ministra Margaret Thatcher | The Iron Lady                             | [ 96 ]  |
| 2012 (84.ª) | Glenn Close            | Albert Nobbs                        | Albert Nobbs                              | [ 96 ]  |
| 2012 (84.ª) | Viola Davis            | Aibileen Clark                      | The Help                                  | [ 96 ]  |
| 2012 (84.ª) | Rooney Mara            | Lisbeth Salander                    | The Girl with the Dragon Tattoo           | [ 96 ]  |
| 2012 (84.ª) | Michelle Williams      | Marilyn Monroe                      | My Week with Marilyn                      | [ 96 ]  |
| 2013 (85.ª) | Jennifer Lawrence      | Tiffany Maxwell                     | Silver Linings Playbook                   | [ 97 ]  |
| 2013 (85.ª) | Jessica Chastain       | Maya                                | Zero Dark Thirty                          | [ 97 ]  |
| 2013 (85.ª) | Emmanuelle Riva        | Anne Laurent                        | Amour                                     | [ 97 ]  |
| 2013 (85.ª) | Quvenzhané Wallis      | Hushpuppy                           | Beasts of the Southern Wild               | [ 97 ]  |
| 2013 (85.ª) | Naomi Watts            | Maria Bennett                       | Lo imposible                              | [ 97 ]  |
| 2014 (86.ª) | Cate Blanchett         | Jeanette "Jasmine" Francis          | Blue Jasmine                              | [ 98 ]  |
| 2014 (86.ª) | Amy Adams              | Sydney Prosser                      | American Hustle                           | [ 98 ]  |
| 2014 (86.ª) | Sandra Bullock         | Dra. Ryan Stone                     | Gravity                                   | [ 98 ]  |
| 2014 (86.ª) | Judi Dench             | Philomena Lee                       | Philomena                                 | [ 98 ]  |
| 2014 (86.ª) | Meryl Streep           | Violet Weston                       | August: Osage County                      | [ 98 ]  |
| 2015 (87.ª) | Julianne Moore         | Alice Howland                       | Still Alice                               | [ 99 ]  |
| 2015 (87.ª) | Marion Cotillard       | Sandra Bya                          | Deux jours, une nuit                      | [ 99 ]  |
| 2015 (87.ª) | Felicity Jones         | Jane Hawking                        | The Theory of Everything                  | [ 99 ]  |
| 2015 (87.ª) | Rosamund Pike          | Amy Elliott-Dunne                   | Gone Girl                                 | [ 99 ]  |
| 2015 (87.ª) | Reese Witherspoon      | Cheryl Strayed                      | Wild                                      | [ 99 ]  |
| 2016 (88.ª) | Brie Larson            | Joy Newsome                         | Room                                      | [ 100 ] |
| 2016 (88.ª) | Cate Blanchett         | Carol Aird                          | Carol                                     | [ 100 ] |
| 2016 (88.ª) | Jennifer Lawrence      | Joy Mangano                         | Joy                                       | [ 100 ] |
| 2016 (88.ª) | Charlotte Rampling     | Kate Mercer                         | 45 Years                                  | [ 100 ] |
| 2016 (88.ª) | Saoirse Ronan          | Eilis Lacey                         | Brooklyn                                  | [ 100 ] |
| 2017 (89.ª) | Emma Stone             | Mia Dolan                           | La La Land                                | [ 101 ] |
| 2017 (89.ª) | Isabelle Huppert       | Michèle Leblanc                     | Elle                                      | [ 101 ] |
| 2017 (89.ª) | Ruth Negga             | Mildred Loving                      | Loving                                    | [ 101 ] |
| 2017 (89.ª) | Natalie Portman        | Jacqueline Kennedy                  | Jackie                                    | [ 101 ] |
| 2017 (89.ª) | Meryl Streep           | Florence Foster Jenkins             | Florence Foster Jenkins                   | [ 101 ] |
| 2018 (90.ª) | Frances McDormand      | Mildred Hayes                       | Three Billboards Outside Ebbing, Missouri | [ 102 ] |
| 2018 (90.ª) | Sally Hawkins          | Elisa Esposito                      | The Shape of Water                        | [ 102 ] |
| 2018 (90.ª) | Margot Robbie          | Tonya Harding                       | I, Tonya                                  | [ 102 ] |
| 2018 (90.ª) | Saoirse Ronan          | Christine "Lady Bird" McPherson     | Lady Bird                                 | [ 102 ] |
| 2018 (90.ª) | Meryl Streep           | Katharine Graham                    | The Post                                  | [ 102 ] |
| 2019 (91.ª) | Olivia Colman          | Rainha Ana da Grã-Bretanha          | The Favourite                             | [ 103 ] |
| 2019 (91.ª) | Lady Gaga              | Ally Campana Maine                  | A Star Is Born                            | [ 103 ] |
| 2019 (91.ª) | Yalitza Aparicio       | Cleodegaria "Cleo" Gutiérrez        | Roma                                      | [ 103 ] |
| 2019 (91.ª) | Glenn Close            | Joan Castleman                      | The Wife                                  | [ 103 ] |
| 2019 (91.ª) | Melissa McCarthy       | Lee Israel                          | Can You Ever Forgive Me?                  | [ 103 ] |

### Década de 2020
| Ano         | Vencedores e Indicados | Personagem                              | Filme                                | Ref.            |
| ----------- | ---------------------- | --------------------------------------- | ------------------------------------ | --------------- |
| 2020 (92.ª) | Renée Zellweger        | Judy Garland                            | Judy                                 | [ 104 ]         |
| 2020 (92.ª) | Charlize Theron        | Megyn Kelly                             | Bombshell                            | [ 104 ]         |
| 2020 (92.ª) | Cynthia Erivo          | Harriet Tubman                          | Harriet                              | [ 104 ]         |
| 2020 (92.ª) | Saoirse Ronan          | Josephine "Jo" March                    | Little Women                         | [ 104 ]         |
| 2020 (92.ª) | Scarlett Johansson     | Nicole Barber                           | Marriage Story                       | [ 104 ]         |
| 2021 (93.ª) | Frances McDormand      | Fern                                    | Nomadland                            | [ 105 ]         |
| 2021 (93.ª) | Viola Davis            | Ma Rainey                               | Ma Rainey's Black Bottom             | [ 105 ]         |
| 2021 (93.ª) | Carey Mulligan         | Cassie Thomas                           | Promising Young Woman                | [ 105 ]         |
| 2021 (93.ª) | Andra Day              | Billie Holiday                          | The United States vs. Billie Holiday | [ 105 ]         |
| 2021 (93.ª) | Vanessa Kirby          | Martha Weiss                            | Pieces of a Woman                    | [ 105 ]         |
| 2022 (94.ª) | Jessica Chastain       | Tammy Faye Messner                      | The Eyes of Tammy Faye               | [ 106 ]         |
| 2022 (94.ª) | Olivia Colman          | Leda Caruso                             | The Lost Daughter                    | [ 106 ]         |
| 2022 (94.ª) | Penélope Cruz          | Janis Martínez Moreno                   | Madres paralelas                     | [ 106 ]         |
| 2022 (94.ª) | Nicole Kidman          | Lucille Ball                            | Being the Ricardos                   | [ 106 ]         |
| 2022 (94.ª) | Kristen Stewart        | Diana, Princesa de Gales                | Spencer                              | [ 106 ]         |
| 2023 (95.ª) | Michelle Yeoh          | Evelyn Quan Wang                        | Everything Everywhere All at Once    | [ 107 ]         |
| 2023 (95.ª) | Cate Blanchett         | Lydia Tár                               | TÁR                                  | [ 107 ]         |
| 2023 (95.ª) | Ana de Armas           | Marilyn Monroe                          | Blonde                               | [ 107 ]         |
| 2023 (95.ª) | Andrea Riseborough     | Leslie Rowlands                         | To Leslie                            | [ 107 ]         |
| 2023 (95.ª) | Michelle Williams      | Mitzi Fabelmans                         | The Fabelmans                        | [ 107 ]         |
| 2024 (96.ª) | Emma Stone             | Bella Baxter / Victoria Blessington     | Poor Things                          | [ 108 ]         |
| 2024 (96.ª) | Annette Bening         | Diana Nyad                              | Nyad                                 | [ 108 ]         |
| 2024 (96.ª) | Lily Gladstone         | Mollie Burkhart                         | Killers of the Flower Moon           | [ 108 ]         |
| 2024 (96.ª) | Sandra Hüller          | Sandra Voyter                           | Anatomy of a Fall                    | [ 108 ]         |
| 2024 (96.ª) | Carey Mulligan         | Felicia Montealegre                     | Maestro                              | [ 108 ]         |
| 2025 (97.ª) | Mikey Madison          | Anora "Ani" Mikheeva                    | Anora                                | [ 109 ] [ 110 ] |
| 2025 (97.ª) | Cynthia Erivo          | Elphaba Thropp                          | Wicked                               | [ 109 ] [ 110 ] |
| 2025 (97.ª) | Demi Moore             | Elisabeth Sparkle                       | The Substance                        | [ 109 ] [ 110 ] |
| 2025 (97.ª) | Fernanda Torres        | Eunice Paiva                            | Ainda Estou Aqui                     | [ 109 ] [ 110 ] |
| 2025 (97.ª) | Karla Sofía Gascón     | Emilia Pérez / Juan "Manitas" Del Monte | Emilia Pérez                         | [ 109 ] [ 110 ] |

## Múltiplas vitórias e indicações
| Vitórias | Atrizes             |
| -------- | ------------------- |
| 4        | Katharine Hepburn   |
| 3        | Frances McDormand   |
| 2        | Bette Davis         |
| 2        | Elizabeth Taylor    |
| 2        | Emma Stone          |
| 2        | Glenda Jackson      |
| 2        | Hilary Swank        |
| 2        | Ingrid Bergman      |
| 2        | Jane Fonda          |
| 2        | Jodie Foster        |
| 2        | Luise Rainer        |
| 2        | Meryl Streep        |
| 2        | Olivia de Havilland |
| 2        | Sally Field         |
| 2        | Vivien Leigh        |

| Indicações | Atrizes             |
| ---------- | ------------------- |
| 17         | Meryl Streep        |
| 12         | Katharine Hepburn   |
| 10         | Bette Davis         |
| 7          | Greer Garson        |
| 6          | Deborah Kerr        |
| 6          | Ingrid Bergman      |
| 6          | Jane Fonda          |
| 6          | Sissy Spacek        |
| 5          | Anne Bancroft       |
| 5          | Annette Bening      |
| 5          | Audrey Hepburn      |
| 5          | Cate Blanchett      |
| 5          | Elizabeth Taylor    |
| 5          | Ellen Burstyn       |
| 5          | Irene Dunne         |
| 5          | Jessica Lange       |
| 5          | Judi Dench          |
| 5          | Norma Shearer       |
| 5          | Shirley MacLaine    |
| 5          | Susan Hayward       |
| 5          | Susan Sarandon      |
| 4          | Barbara Stanwyck    |
| 4          | Diane Keaton        |
| 4          | Geraldine Page      |
| 4          | Glenda Jackson      |
| 4          | Glenn Close         |
| 4          | Jane Wyman          |
| 4          | Jennifer Jones      |
| 4          | Joanne Woodward     |
| 4          | Julie Christie      |
| 4          | Kate Winslet        |
| 4          | Marsha Mason        |
| 4          | Nicole Kidman       |
| 4          | Olivia de Havilland |
| 4          | Rosalind Russell    |
| 4          | Vanessa Redgrave    |

## Comparativos de idade
| Recorde              | Atriz             | Filme                       | Idade (no momento da cerimônia) | Ref.  |
| -------------------- | ----------------- | --------------------------- | ------------------------------- | ----- |
| Vencedora mais velha | Jessica Tandy     | Driving Miss Daisy          | 80                              | [ 3 ] |
| Indicada mais velha  | Emmanuelle Riva   | Amour                       | 85                              | [ 3 ] |
| Vencedora mais jovem | Marlee Matlin     | Children of a Lesser God    | 21                              | [ 3 ] |
| Indicada mais jovem  | Quvenzhané Wallis | Beasts of the Southern Wild | 9                               | [ 3 ] |